# Audi A3
El Audi A3 es un automóvil del segmento C producido por el fabricante alemán Audi desde 1998, abarcando 4 generaciones hasta el momento. 
En julio de 2013 alcanzó una producción de tres millones de coches.
Desde finales de verano de 2013 se ofrece también un A3 con carrocería sedán (o Limousine). Tiene 4.46 metros de largo, es decir casi 25 cm menos largo que un A4.
El A3 está construido sobre la misma plataforma que varios modelos del Grupo Volkswagen, tales como los Volkswagen Golf, Škoda Octavia y SEAT León.

## Primera generación (8L)
El A3 original (o Typ 8L) fue introducido en el mercado europeo en 1996, marcando el retorno de Audi al mercado de los segmentos inferiores desde el cese del Audi 50. Este fue el primer modelo que utilizó el PQ34 o plataforma "A4", manteniendo un parecido natural a su contemporáneo, el Volkswagen Golf IV. Inicialmente, solo estuvo disponible en la versión hatchback de tres puertas con el objetivo de ofrecer una imagen más deportiva que el Golf. Todos los motores tenían una configuración de cuatro cilindros y estaban montados transversalmente. Después del A4, el A3 fue el segundo modelo de Audi en usar cuatro cilindros y cinco válvulas.
En 1999, Audi amplió la gama, introduciendo un gasolina de 1.6 litros de cilindrada y 102 CV de potencia máxima, un 1.8 litros con turbocompresor y 180 CV, y una diésel más potente (1.9 TDI con tecnología inyector-bomba y turbocompresor de geometría variable). 
La versión de tracción a las cuatro ruedas A3 1.8T quattro usaba el motor de 150 CV (110 kW) y 180 CV y el mismo sistema basado en el embrague Haldex como el de la primera generación del Audi TT. Una versión potenciada de este motor, originalmente de 210 y luego 225 CV de potencia máxima fue vendida bajo la denominación S3.
En 1999 también se agregó una variante con carrocería cinco puertas, que la empresa se había propuesto no producir.
A finales de 2000, la gama fue revisada con un interior mejorado, suspensión mejorada y la introducción de una caja de cambios manual de seis velocidades, en la versión 1.8 Turbo y en las nuevas 1.9 TDI de 130 CV y 150 CV. Además, el sistema de control de estabilidad y reparto electrónico de frenada pasaron a ser equipamiento de serie.
Aunque el Audi A3 fue reemplazado en Europa durante 2006, la primera generación del modelo se continuó vendiendo algunos mercados. La producción en Brasil del modelo de primera generación cesó en 2008.
|                   |
| Audi A3 5-puertas |

|                   |
| Audi A3 3-puertas |

|                              |
| Audi A3 5-puertas (rediseño) |

### Seguridad
| Resultados de prueba Euro NCAP (1998) | Resultados de prueba Euro NCAP (1998) | Resultados de prueba Euro NCAP (1998) |
| ------------------------------------- | ------------------------------------- | ------------------------------------- |
| Audi A3, 3P hatchback (1998)          |                                       |                                       |
| Prueba                                | Puntuación                            | Calificación                          |
| Ocupante adulto                       | 25                                    | 4/5 estrellas                         |
| Transeúnte                            | 12                                    | 2/4 estrellas                         |

Euro NCAP le dio una calificación de 4 de 5 estrellas. Su evaluación concluyó que "el seguro de la columna, la palanca de ajuste y el soporte presentaron peligros para el área de impacto de las rodillas del conductor. Estas podrían causar una carga alta en la parte superior de las piernas y daño a sus rodillas." Además el A3 casi no provee protección para los transeúntes, otorgándole así una calificación de dos estrellas de cuatro posibles.

### S3 (1999 - 2006)
Audi lanzó el S3 derivado del A3 en 1999, solo como hatchback de tres puertas. El motor a gasolina 1.8 L 20v turbocargado venía en dos versiones: 210 PS y 225 PS. Los primeros modelos (1999-2001) tenían 210 PS. Los modelos posteriores (2001-2006) tenían distribución de válvulas variable y 225 PS. El motor tenía un máximo de 280 N*m de torque. Esto presentó la primera vez en que un motor cuatro cilindros pequeños fue usado en un auto de la serie de modelos S de Audi.
Aunque se le nombró como "quattro", el S3 utiliza un sistema de tracción integral diferente. El acoplamiento del sistema de tracción Haldex ajusta la desviación en la distribución de torque del eje frontal al trasero a medida que cambia los requerimientos de agarre, la mayor parte del tiempo opera como un sistema de tracción delantera.
El S3 se vendió en Europa, Japón, México, Sudáfrica, Australia y Nueva Zelanda.
Recibió un rediseño en 2002, en donde se le equiparon unidades de luces delanteras/direccionales diferentes, alerones frontales diferentes, grupos ópticos traseros y algunas actualizaciones a la tapicería interior.
El equipamiento estándar incluyó faros xenón con limpiadores de alta presión y autonivelantes, luces de niebla frontales, llantas de aleación de 17" "Avus" con neumáticos de 225/45R17, asientos de tela ajustables eléctricamente, control de clima, alarma y control electrónico de estabilidad con control de tracción.
Entre las opciones se incluían un sistema de sonido Bose, un selector de CD de seis discos montado en el maletero o en el panel de instrumentos, pintura metálica, llantas de 18 pulgadas, techo panorámico, descansa-brazos central, vidrios de privacidad (del pilar B hacia atrás), espejo retrovisor con atenuación automática, asistente de estacionamiento, red de equipaje, asientos frontales con calentamiento, control crucero, cubiertas para los vidrios de aluminio y cobertura de asientos en combinación piel/alcántara (azul, plata, amarillo).

### Motorizaciones
| Periodo                        | 1998-2000                                         | 2000-2006                                         | 1998-2006                                         | 1998-2006                                         | 1998-2006                                         | 1999-2001                  | 2001-2006                  |
| Identificación del motor       | AEH, AKL, APF                                     | AVU, BAH, BFQ                                     | AGN, APG                                          | AGU, ARZ, ARX, AUM, AQA, AEB                      | AJQ, APP, ARY, AUQ                                | APY, AMK, AUL              | BAM                        |
| Tipo de motor                  | L4 8v                                             | L4 8v                                             | L4 20v                                            | L4 20v, turbo, intercooler                        | L4 20v, turbo, intercooler                        | L4 20v, turbo, intercooler | L4 20v, turbo, intercooler |
| Diámetro x carrera             | 81.0 mm × 77.4 mm                                 | 81.0 mm × 77.4 mm                                 | 81.0 mm × 86.4 mm                                 | 81.0 mm × 86.4 mm                                 | 81.0 mm × 86.4 mm                                 | 81.0 mm × 86.4 mm          | 81.0 mm × 86.4 mm          |
| Cilindrada                     | 1595 cm³                                          | 1595 cm³                                          | 1781 cm³                                          | 1781 cm³                                          | 1781 cm³                                          | 1781 cm³                   | 1781 cm³                   |
| Relación de compresión         | 10.3: 1                                           | 10.3: 1                                           | 10.3: 1                                           | 9.5: 1                                            | 9.5: 1                                            | 9.5: 1                     | 9.0: 1                     |
| Potencia máxima: CV (kW) @ rpm | 101 CV (74 kW) @ 5600                             | 102 CV (75 kW) @ 5600                             | 125 CV (92 kW) @ 6000                             | 150 CV (110 kW) @ 5700                            | 180 CV (132 kW) @ 5500                            | 210 CV (154 kW) @ 5800     | 225 CV (165 kW) @ 5900     |
| Par máximo: Nm @ rpm           | 145 Nm @ 3800                                     | 148 Nm @ 3800                                     | 170 Nm @ 4200                                     | 210 Nm @ 1750-4600                                | 235 Nm @ 1950-5000                                | 270 Nm @ 2100-5000         | 280 Nm @ 2200-5500         |
| Tracción                       | Delantera                                         | Delantera                                         | Delantera                                         | Delantera / Total (Quattro)                       | Delantera / Total (Quattro)                       | Total (Quattro)            | Total (Quattro)            |
| Transmisión                    | Manual, 5 velocidades / Automática, 4 velocidades | Manual, 5 velocidades / Automática, 4 velocidades | Manual, 5 velocidades / Automática, 4 velocidades | Manual, 5 velocidades / Automática, 4 velocidades | Manual, 5 velocidades / Automática, 5 velocidades | Manual, 6 velocidades      | Manual, 6 velocidades      |
| Aceleración 0–100 km/h         | 11.0 s                                            | 10.9 s                                            | 9.6 s                                             | 8.2 s                                             | 7.5 s                                             | 6.9 s                      | 6.9 s                      |
| Velocidad máxima               | 188 km/h                                          | 189 km/h                                          | 202 km/h                                          | 217 km/h                                          | 228 km/h                                          | 238 km/h                   | 238 km/h                   |
| Consumo combinado (L/100 km)   | 7.6                                               | 6.8                                               | 7.8                                               | 7.8                                               | 7.8                                               | 9.2                        | 9.3                        |

| Periodo                        | 1998-2001                                         | 1998-2001                                         | 2001-2006                                                    | 2000-2006                                                    | 2000 2006                                                    |
| Identificación del motor       | AGR, ALH                                          | AHF, ASV                                          | ATD, AXR                                                     | ASZ                                                          | ARL                                                          |
| Tipo de motor                  | L4 8v, inyección directa, turbo, intercooler      | L4 8v, inyección directa, turbo, intercooler      | L4 8v, inyección directa, inyector-bomba, turbo, intercooler | L4 8v, inyección directa, inyector-bomba, turbo, intercooler | L4 8v, inyección directa, inyector-bomba, turbo, intercooler |
| Diámetro x carrera             | 79.5 mm × 95.5 mm                                 | 79.5 mm × 95.5 mm                                 | 79.5 mm × 95.5 mm                                            | 79.5 mm × 95.5 mm                                            | 79.5 mm × 95.5 mm                                            |
| Cilindrada                     | 1896 cm³                                          | 1896 cm³                                          | 1896 cm³                                                     | 1896 cm³                                                     | 1896 cm³                                                     |
| Relación de compresión         | 19.5: 1                                           | 19.5: 1                                           | 19.0: 1                                                      | 19.0: 1                                                      | 19.0: 1                                                      |
| Potencia máxima: CV (kW) @ rpm | 90 CV (66 kW) @ 4000                              | 110 CV (81 kW) @ 4150                             | 100 CV (74 kW) @ 4000                                        | 130 CV (96 kW) @ 4000                                        | 150 CV (114 kW) @ 4000                                       |
| Par máximo: Nm @ rpm           | 210 Nm @ 1900                                     | 235 Nm @ 1900                                     | 240 Nm @ 1800-2400                                           | 310 Nm @ 1900                                                | 380 Nm @ 1900                                                |
| Tracción                       | Delantera                                         | Delantera                                         | Delantera                                                    | Delantera / Total (Quattro)                                  | Delantera / Total (Quattro)                                  |
| Transmisión                    | Manual, 5 velocidades / Automática, 4 velocidades | Manual, 5 velocidades / Automática, 4 velocidades | Manual, 5 velocidades / Automática, 5 velocidades            | Manual, 6 velocidades / Automática, 5 velocidades            | Manual, 6 velocidades / Automática, 5 velocidades            |
| Aceleración 0–100 km/h         | 12.4 s                                            | 10.5 s                                            | 11.0 s                                                       | 9.2 s                                                        | 7.3 s                                                        |
| Velocidad máxima               | 181 km/h                                          | 200 km/h                                          | 195 km/h                                                     | 215 km/h                                                     | 230 km/h                                                     |
| Consumo combinado (L/100 km)   | 4.9                                               | 4.9                                               | 5.0                                                          | 5.1                                                          | 5.5                                                          |

## Segunda generación (8P)
En el Salón del Automóvil de Ginebra de 2002, Audi presentó la segunda generación del A3, el Typ 8P, pero este no fue comercializado hasta junio de 2003. Fue lanzado originalmente como hatchback de tres puertas con motores de cuatro cilindros, presentaba una nueva plataforma mecánica (PQ35), un interior rediseñado y más espacioso, nuevos motores de gasolina con inyección de combustible estratificado y cajas de cambios estándar de seis velocidades, excepto el modelo básico 1.6, de cinco relaciones.
A finales de 2006, la línea fue actualizada con dos modelos deportivos, el 2.0 Turbo FSI con 200 CV (147 kW) y el 3.2 R32(por primera vez) con 250 CV (184 kW). Opcionalmente, se ofrecía la tracción a las cuatro ruedas quattro y la caja de cambios semiautomática de doble embrague S-Tronic en los modelos de 140 CV de potencia o más.

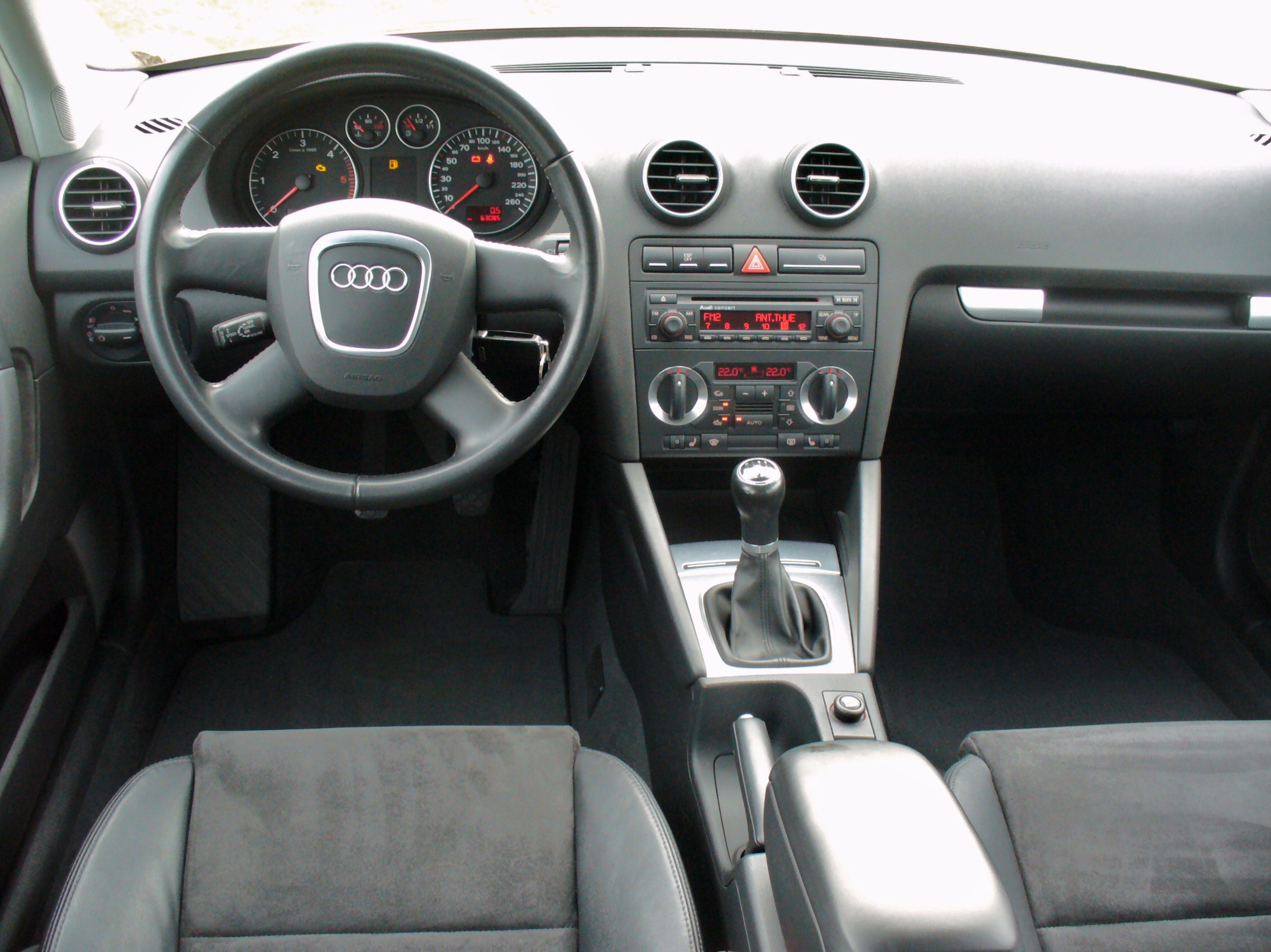
Interior del Audi A3 8P.

Una nueva carrocería de cinco puertas, denominada Sportback, fue introducida en junio de 2007. A diferencia de la generación anterior, el Sportback es 80 mm más largo que el tres puertas, dispone de mayor espacio en las plazas traseras y un maletero más grande (370 litros). Además, monta la parrilla delantera rectangular singleframe que había estrenado el Audi A8 W12. El tres puertas pasó a incorporar esa misma parrilla.
Se comenzó a ofrecer el paquete de accesorios deportivos "S-Line", y el modelo de tres puertas empezó a montar el mismo frontal que la versión Sportback. Por primera vez, el A3 se lanzó en el mercado norteamericano, exclusivamente en la versión de cinco puertas, primero con el motor 2.0 TFSI y el 3.2 V6 quattro en 2007.
En enero de 2008, la gama fue ampliada con la introducción del motor diésel más potente 2.0 TDI de 170 CV (125 kW). En agosto del mismo año, Audi presentó la versión S3, que se convirtió en el tope de gama. El motor 2.0 TFSI fue potenciado a 265 CV (195 kW) mediante un turbocompresor de 1.2 bares de presión, y está disponible con una caja de cambios manual de seis velocidades y la tracción quattro. La segunda generación S3 es capaz de acelerar de 0 a 100 km/h en 5.7 segundos. Las suspensiones fueron modificadas para darles mayor dureza, y la altura de paso rebajada 25 mm. Los neumáticos 225/40 R18 vienen de serie.
En abril de 2008, el 2.0 FSI atmosférico fue reemplazado por un nuevo motor turbo 1.8 TFSI, con 160 CV (118 kW), y más adelante se sustituyó también el 1.6 FSI atmosférico por un motor 1.4 TFSI de 125 CV. El 1.8 está disponible con tracción quattro.
El A3 fue reestilizado ligeramente en abril de 2008. Recibió un nuevo frontal, cambios en la acabado interior, y se agregaron más elementos de equipamiento. El S3 pasó a ofrecerse también con carrocería Sportback, añadiendo a finales de 2009 el cambio S-Tronic en ambas carrocerías acortando en dos décimas el paso de 0 a 100 km/h y quedándose en 5.5 segundos. También fue mejorada la tracción quattro efectuando el reparto de tracción entre el eje delantero y trasero de forma más rápida y efectiva.
En noviembre de 2010 Audi lanzó el Audi RS3 Sportback con un motor de 5 cilindros en línea de 2.5 L TFSI con 340 CV.
|                               |
| Audi A3 3-puertas (2003-2007) |

|                               |
| Audi A3 3-puertas (2003-2008) |

|                               |
| Audi A3 3-puertas (2003-2008) |

|                               |
| Audi A3 Sportback (2003-2008) |

### Seguridad
| Resultados de prueba Euro NCAP (2007) | Resultados de prueba Euro NCAP (2007) | Resultados de prueba Euro NCAP (2007) |
| ------------------------------------- | ------------------------------------- | ------------------------------------- |
| Audi A3, 3P hatchback (2007)          |                                       |                                       |
| Prueba                                | Puntuación                            | Calificación                          |
| Ocupante adulto                       | 29                                    | 4/5 estrellas                         |
| Ocupante menor                        | 35                                    | 3/5 estrellas                         |
| Transeúnte                            | 8                                     | 1/4 estrellas                         |

Euro NCAP probó la segunda generación del Audi A3 con bolsas de aire frontales, laterales, tensores de cinturón de seguridad y limitadores de carga como equipo estándar. A pesar de que Audi aumentó la protección dentro del carro para conductor y pasajeros, la seguridad para el transeúnte se volvió 33% peor comparado con la primera generación y Euro NCAP criticó el auto por prácticamente no ofrecer protección en la parte delantera y dándole  solo una estrella de cuatro posibles. "Un resultado pobre para un automóvil nuevo" fue el veredicto otorgado para la seguridad de los transeúntes después de la prueba.

### Motorizaciones
| Motores de gasolina            | Motores de gasolina                               | Motores de gasolina                               | Motores de gasolina                               | Motores de gasolina       | Motores de gasolina                               | Motores de gasolina                              | Motores de gasolina                              | Motores de gasolina                              | Motores de gasolina                           | Motores de gasolina                              | Motores de gasolina |
|                                | 1.2 TFSI                                          | 1.4 TFSI                                          | 1.6                                               | 1.6 FSI                   | 1.8 TFSI                                          | 2.0 FSI                                          | 2.0 TFSI                                         | 2.0 TFSI (S3)                                    | 2.5 TFSI (RS3)                                | 3.2                                              |                     |
| ------------------------------ | ------------------------------------------------- | ------------------------------------------------- | ------------------------------------------------- | ------------------------- | ------------------------------------------------- | ------------------------------------------------ | ------------------------------------------------ | ------------------------------------------------ | --------------------------------------------- | ------------------------------------------------ | ------------------- |
| Periodo                        | 2009-2013                                         | 2007-2013                                         | 2003-2010                                         | 2003-2007                 | 2003-2013                                         | 2003-2007                                        | 2007-2013                                        | 2007-2012                                        | 2011-2012                                     | 2007-2009                                        |                     |
| Serie de motor                 | VW EA111                                          | VW EA111                                          | VW EA113                                          | VW EA113                  | VW EA888                                          | VW EA113                                         | VW EA113/EA888                                   | VW EA113/EA888                                   | VW EA855                                      | VW EA390                                         |                     |
| Identificación del motor       | CBZB                                              | CAXC                                              | BGU, BSE, BXF, CCSA                               | BAG, BLF, BLP             | BYT, BZB, CDAA                                    | AXW, BLR, BLX, BVY                               | AXX, BPY, BWA, CAWB, CCZA                        | BHZ, CDLA                                        | CEPA                                          | BDB, BMJ, BUB                                    |                     |
| Tipo de motor                  | L4 8v, inyección directa, turbo, intercooler      | L4 16v, inyección directa, turbo, intercooler     | L4 8v                                             | L4 16v, inyección directa | L4 16v, inyección directa, turbo, intercooler     | L4 16v, inyección directa                        | L4 16v, inyección directa, turbo, intercooler    | L4 16v, inyección directa, turbo, intercooler    | L5 20v, inyección directa, turbo, intercooler | VR6 24v                                          |                     |
| Diámetro x carrera             | 71.0 × 75.6 mm                                    | 76.5 mm × 75.6 mm                                 | 81.0 mm × 77.4 mm                                 | 76.5 mm × 86.9 mm         | 82.5 mm × 84.1 mm                                 | 82.5 mm × 92.8 mm                                | 82.5 mm × 92.8 mm                                | 82.5 mm × 92.8 mm                                | 82.5 mm × 92.8 mm                             | 84.0 mm × 95.9 mm                                |                     |
| Cilindrada                     | 1197 cm³                                          | 1390 cm³                                          | 1595 cm³                                          | 1598 cm³                  | 1798 cm³                                          | 1984 cm³                                         | 1984 cm³                                         | 1984 cm³                                         | 2480 cm³                                      | 3189 cm³                                         |                     |
| Relación de compresión         | 10.0: 1                                           | 10.0: 1                                           | 10.3: 1                                           | 12.0: 1                   | 9.6: 1                                            | 11.5: 1                                          | 10.5: 1                                          | 9.8: 1                                           | 10.0: 1                                       | 11.3: 1                                          |                     |
| Potencia máxima: CV (kW) @ rpm | 105 CV (77 kW) @ 5000                             | 125 CV (92 kW) @ 5000                             | 102 CV (75 kW) @ 5600                             | 116 CV (85 kW) @ 5800     | 160 CV (118 kW) @ 4500-6200                       | 150 CV (110 kW) @ 6000                           | 200 CV (147 kW) @ 5100-6000                      | 265 CV (195 kW) @ 6000                           | 340 CV (250 kW) @ 5400-6500                   | 250 CV (184 kW) @ 6300                           |                     |
| Par máximo: Nm @ rpm           | 175 Nm @ 1500-3500                                | 200 Nm @ 1500-4000                                | 148 Nm @ 3800                                     | 155 Nm @ 4000             | 250 Nm @ 1500-4200                                | 200 Nm @ 3500                                    | 280 Nm @ 1700-5000                               | 350 Nm @ 2500-5000                               | 450 Nm @ 1600-5300                            | 320 Nm @ 2500-3000                               |                     |
| Tracción                       | Delantera                                         | Delantera                                         | Delantera                                         | Delantera                 | Delantera / Total (Quattro)                       | Delantera / Total (Quattro)                      | Delantera / Total (Quattro)                      | Total (Quattro)                                  | Total (Quattro)                               | Total (Quattro)                                  |                     |
| Transmisión                    | Manual, 6 velocidades / Automática, 7 velocidades | Manual, 6 velocidades / Automática, 7 velocidades | Manual, 5 velocidades / Automática, 7 velocidades | Manual, 6 velocidades     | Manual, 6 velocidades / Automática, 7 velocidades | Manual, 6 velocidades, Automática, 6 velocidades | Manual, 6 velocidades, Automática, 6 velocidades | Manual, 6 velocidades, Automática, 6 velocidades | Automática, 7 velocidades                     | Manual, 6 velocidades, Automática, 6 velocidades |                     |
| Peso                           | 1280-1435 kg                                      | 1320-1485 kg                                      | 1260-1405 kg                                      | 1300-1340 kg              | 1355-1525 kg                                      | 1350-1420 kg                                     | 1395-1560 kg                                     | 1530-1590                                        | 1650 kg                                       | 1570-1640 kg                                     |                     |
| Aceleración 0–100 km/h         | 10.8-12.2 s                                       | 9.3-10.7 s                                        | 11.7-12.9 s                                       | 10.9-11.1 s               | 7.5-8.2 s                                         | 8.9-9.1 s                                        | 6.6-7.4 s                                        | 5.5-5.8 s                                        | 4.6 s                                         | 6.1-6.5 s                                        |                     |
| Velocidad máxima               | 190-192 km/h                                      | 200-203 km/h                                      | 183-185 km/h                                      | 196 km/h                  | 220-222 km/h                                      | 211-214km/h                                      | 234-238 km/h                                     | 250 km/h (Limitada electrónicamente)             | 250 km/h (Limitada electrónicamente)          | 250 km/h (Limitada electrónicamente)             |                     |
| Consumo combinado (L/100 km)   | 5.3-5.7                                           | 5.3-6.5                                           | 6.7-8.0                                           | 6.5-6.8                   | 6.5-6.8                                           | 6.9-8.2                                          | 7.1-9.0                                          | 8.3-9.1                                          | 9.1                                           | 9.4-10.8                                         |                     |
| Norma anticontaminación        | Euro 5                                            | Euro 5                                            | Euro 4                                            | Euro 4                    | Euro 5                                            | Euro 5                                           | Euro 5                                           | Euro 5                                           | Euro 5                                        | Euro 4                                           |                     |

| Periodo                        | 2009-2012                                                  | 2009-2013                                                  | 2006-2009                                                    | 2006-2008                                                    | 2006-2008                                                     | 2006-2008                                                     | 2008-2013                                                  | 2008-2012                                                  |
| Serie de motor                 | VW EA189                                                   | VW EA189                                                   | VW EA188                                                     | VW EA188                                                     | VW EA188                                                      | VW EA188                                                      | VW EA189                                                   | VW EA189                                                   |
| Identificación del motor       | CAYB                                                       | CAYC                                                       | BJB, BKC, BXE, BLS                                           | BMM                                                          | BKD                                                           | BMN, BKQ, BUY                                                 | CBAB, CFFB                                                 | CBBB, CFGB                                                 |
| Tipo de motor                  | L4 16v, inyección directa, common-rail, turbo, intercooler | L4 16v, inyección directa, common-rail, turbo, intercooler | L4 8v, inyección directa, inyector-bomba, turbo, intercooler | L4 8v, inyección directa, inyector-bomba, turbo, intercooler | L4 16v, inyección directa, inyector-bomba, turbo, intercooler | L4 16v, inyección directa, inyector-bomba, turbo, intercooler | L4 16v, inyección directa, common-rail, turbo, intercooler | L4 16v, inyección directa, common-rail, turbo, intercooler |
| Diámetro x carrera             | 79.5 mm × 80.5 mm                                          | 79.5 mm × 80.5 mm                                          | 79.5 mm × 95.5 mm                                            | 81.0 mmm × 95.5 mm                                           | 81.0 mmm × 95.5 mm                                            | 81.0 mmm × 95.5 mm                                            | 81.0 mmm × 95.5 mm                                         | 81.0 mmm × 95.5 mm                                         |
| Cilindrada                     | 1598 cm³                                                   | 1598 cm³                                                   | 1896 cm³                                                     | 1968 cm³                                                     | 1968 cm³                                                      | 1968 cm³                                                      | 1968 cm³                                                   | 1968 cm³                                                   |
| Relación de compresión         | 16.5: 1                                                    | 16.5: 1                                                    | 19.0: 1                                                      | 18.0: 1                                                      | 18.0: 1                                                       | 18.0: 1                                                       | 16.5: 1                                                    | 16.5: 1                                                    |
| Potencia máxima: CV (kW) @ rpm | 90 CV (66 kW) @ 4200                                       | 105 CV (77 kW) @ 4400                                      | 105 CV (77 kW) @ 4000                                        | 140 CV (103 kW) @ 4000                                       | 140 CV (103 kW) @ 4000                                        | 170 CV (125 kW) @ 4200                                        | 140 CV (103 kW) @ 4200                                     | 170 CV (125 kW) @ 4200                                     |
| Par máximo: Nm @ rpm           | 230 Nm @ 1500-2500                                         | 250 Nm @ 1500-2500                                         | 250 Nm @ 1900                                                | 320 Nm @ 1750-2500                                           | 320 Nm @ 1750-2500                                            | 350 Nm @ 1750-2500                                            | 320 Nm @ 1750-2500                                         | 350 Nm @ 1750-2500                                         |
| Tracción                       | Delantera                                                  | Delantera                                                  | Delantera                                                    | Delantera / Total (Quattro)                                  | Delantera / Total (Quattro)                                   | Delantera / Total (Quattro)                                   | Delantera / Total (Quattro)                                | Delantera / Total (Quattro)                                |
| Transmisión                    | Manual, 5 velocidades                                      | Manual, 5 velocidades / Automática, 7 velocidades          | Manual, 5 velocidades / Automática, 6 velocidades            | Manual, 6 velocidades / Automática, 6 velocidades            | Manual, 6 velocidades / Automática, 6 velocidades             | Manual, 6 velocidades / Automática, 6 velocidades             | Manual, 6 velocidades / Automática, 6 velocidades          | Manual, 6 velocidades / Automática, 6 velocidades          |
| Peso                           | 1355-1395 kg                                               | 1350-1505 kg                                               | 1355-1500 kg                                                 | 1405-1545 kg                                                 | 1405-1545 kg                                                  | 1415-1555 kg                                                  | 1395-1370 kg                                               | 1410-1540 kg                                               |
| Aceleración 0–100 km/h         | 12.9 s                                                     | 11.4 s                                                     | 11.1 s                                                       | 9.0 s                                                        | 9.0 s                                                         | 7.8 s                                                         | 8.9 s                                                      | 7.7 s                                                      |
| Velocidad máxima               | 180 km/h                                                   | 190 km/h                                                   | 185 km/h                                                     | 205 km/h                                                     | 205 km/h                                                      | 220 km/h                                                      | 207 km/h                                                   | 222 km/h                                                   |
| Consumo combinado (L/100 km)   | 4.4-4.5                                                    | 3.8-4.3                                                    | 4.5-5.9                                                      | 5.5-6.0                                                      | 5.5-6.0                                                       | 5.7-6.4                                                       | 4.4-5.6                                                    | 4.7-5.7                                                    |
| Norma anticontaminación        | Euro 5                                                     | Euro 5                                                     | Euro 4                                                       | Euro 4                                                       | Euro 4                                                        | Euro 4                                                        | Euro 5                                                     | Euro 5                                                     |

## Tercera generación (8V)
El Audi A3 (denominación interna Typ 8V) es la tercera generación del A3, que constituye el modelo de Audi de la clase compacta (o segmento C). Se presentó en el Salón del Automóvil de Ginebra el 6 de marzo de 2012 como un tres puertas. A diferencia de la anterior generación de Audi A3, la variante 3 puertas en esta es visualmente idéntica a la de 5 puertas en su parte trasera.
El 24 de agosto de 2012 se realizó su lanzamiento. El Sportback de cinco puertas estuvo disponible desde febrero de 2013 en Alemania. El 27 de marzo de 2013 Audi mostró la versión sedán en el marco de una vista previa en línea, y se comerció desde finales de agosto de 2013. En el Salón del Automóvil de Fráncfort de 2013 se presentó el A3 Cabrio, y estuvo disponible a principios del año 2014.
Las dimensiones del A3 apenas fueron cambiadas en comparación con las del modelo saliente Audi A3 8P. 
Todos los motores están equipados con turbocompresores. El Audi A3 y el Golf VII son los primeros modelos del Grupo Volkswagen que están basados en el bloque de construcción transversal modular (MQB por sus siglas en alemán); en la cual se basan ahora múltiples modelos adicionales.
Los primeros modelos alemanes incluían 1.4 TFSI (122 PS), 1.8 TFSI (180 PS) y un 2.0 TDI (150 PS). En 2013 se añadieron un 1.2 TFSI (105 PS), 1.4 TFSI (140 PS), 1.8 TFSI quattro (180 PS), 1.6 TDI (150 PS) y un 2.0 TDI quattro (150 PS).
El 27 de junio de 2013, Audi Argentina lanzaba al mercado argentino, a la tercera generación del A3 Sportback. Complementa la gama del A3 Hatchback, llega importado de Europa. Tiene un motor 1.4 turbo de 122 cv y un 1.8 de 180 cv, acoplados a una caja manual de seis marchas o una caja automática de siete marchas. También está disponible una versión diésel con un 2.0 TDI de 143 cv y se acopla únicamente a la caja automática de siete marchas. El 1.4 solo viene con tracción delantera, mientras que el 1.8 se puede elegir con tracción delantera o integral Quattro. Su rival directo en Argentina es el Mercedes Clase A. Había en opción muchos opcionales, pero eran costosos. La versión diésel estaba castigada por el impuesto interno. El 1.4 TFSi viene de serie con llantas de 16 pulgadas, seis airbags, frenos ABS, control de estabilidad y control de tracción. El 1.8 TFSi agrega llantas de 17 pulgadas. Estaba a la venta en seis versiones, todas con garantía de tres años o 90.000 kilómetros.  

### A3 Sedán

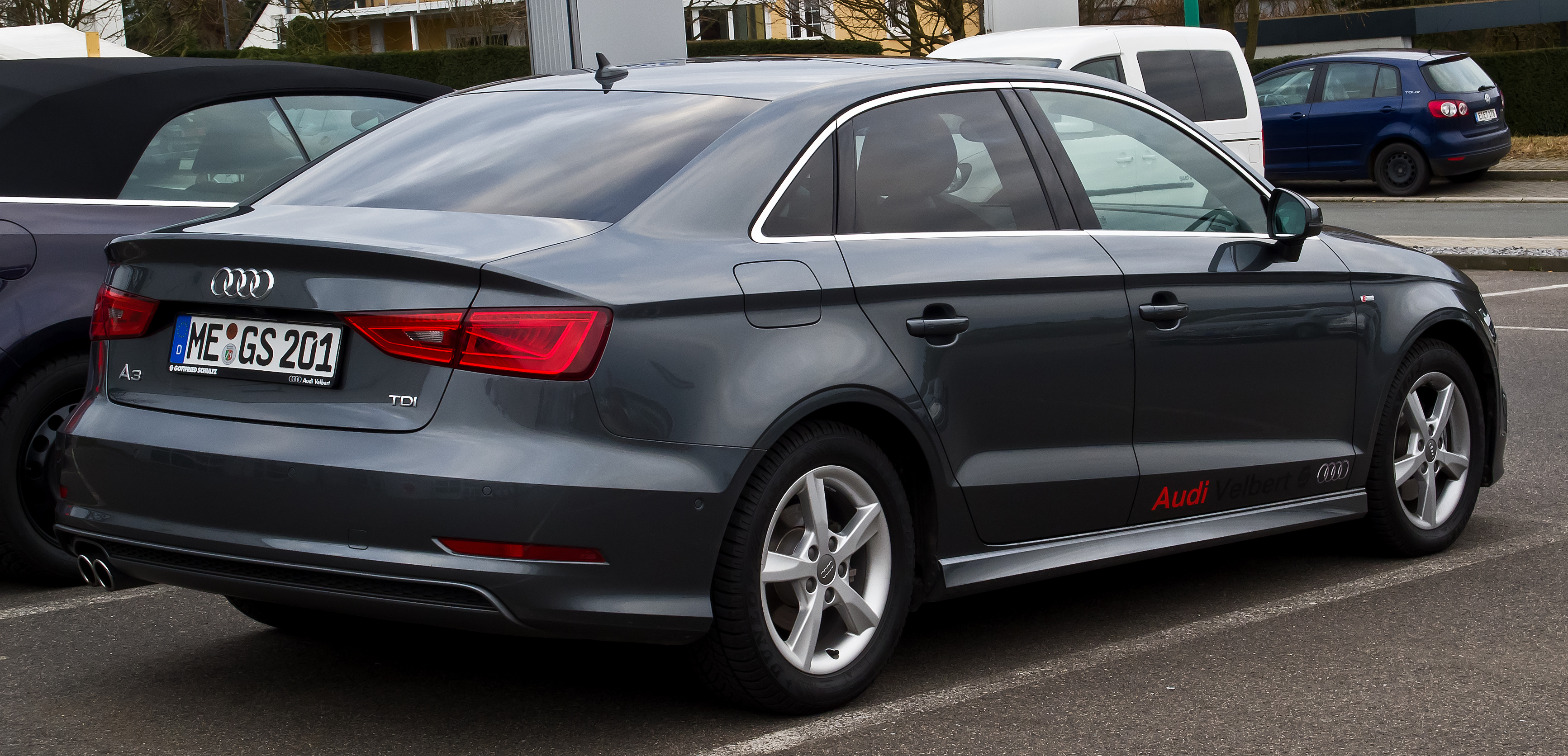
Audi A3 sedán

El A3 Sedán se presenta con un cuerpo 11 mm más ancho y 9 mm más bajo que el del A3 Sportback. Otras características son las llantas de 16 a 18 pulgadas y control electrónico de estabilidad con bloqueo electrónico diferencial. El automóvil es 24 cm más corto que el Audi A4 y su motor está colocado transversalmente y no longitudinalmente como en el A4.
El vehículo fue presentado en el Salón del Automóvil de Nueva York de 2013
EL modelo alemán se programó para salir a la venta a finales de verano de 2013. Los primeros modelos venían con un 1.4 TFSI (140 PS), 1.8 TFSI (180 PS) y 2.0 TDI (150 PS).
A partir de 2019, en algunos mercados internacionales como México, la versión sedán fue la única que se ofreció.
El 20 de octubre de 2014, Audi Argentina lanzaba al mercado argentino a la carrocería sedan del A3. Es el A3 más largo que se vendió en Argentina, y es más corto que el A4. Llegó importado de Alemania y, en una primera etapa llegaron tan solo 55 unidades. Se lanzó en una sola motorización, un 1.4 turbo de 122 cv y 200 Nm, se acopla únicamente a una caja automática de siete velocidades, tracción delantera. Fue el sedan de Audi más económico en ese momento. La principal ventaja frente a los otros A3, es, claramente, el mayor volumen de baúl. Su precio se vio castigado por la segunda escala de impuestos internos. Vino de serie con siete airbags, frenos ABS, control de estabilidad, control de tracción, sistema Start&Stop, tapizado en tela, climatizador automático y sistema multimedia MMi con pantalla táctil de 5,8 pulgadas. Hubo un opcional que traía tapizado en cuero, techo corredizo y Bluetooth. Garantía de tres años o 90.000 kilómetros. 
El 27 de enero de 2015, Audi Argentina lanzaba al mercado argentino tres nuevas versiones tope de gama para el A3 Sedan, denominados A3 Sedan 1.8. Es una variante más potente que el 1.4 que se lanzó en 2014 y tiene tracción Quattro. Llega importado de Hungría. Tiene un motor turbo naftero de 180 cv y 250 Nm y se podía combinar con caja manual de seis marchas o caja automática de siete marchas. Cabe aclarar que la variante 1.4 se siguió ofreciendo a pesar del nuevo A3 Sedan 1.8. Con respecto al equipamiento del A3 Sedán 1.4, las versiones 1.8 suman llantas de aleación de 17 pulgadas con diseño Star de cinco radios, sistema Audi Music Interface y volante forrado en cuero multifunción de cuatro radios (con levas al volante, en el caso de S-Tronic). Además, se ofrecen tres paquetes opcionales de equipamiento: Technology (faros de Xenón, Bluetooth, interior con luces leds y apoyabrazos central delantero), Cuero (tapizado en Cuero Milano, techo panorámico eléctrico e indicador de presión de neumáticos) y Alcántara (tapizado en Cuero/Alcántara, butacas deportivas, techo panorámico eléctrico e indicador de presión de neumáticos). Garantía de tres años o 90.000 kilómetros. 

### A3 Cabrio

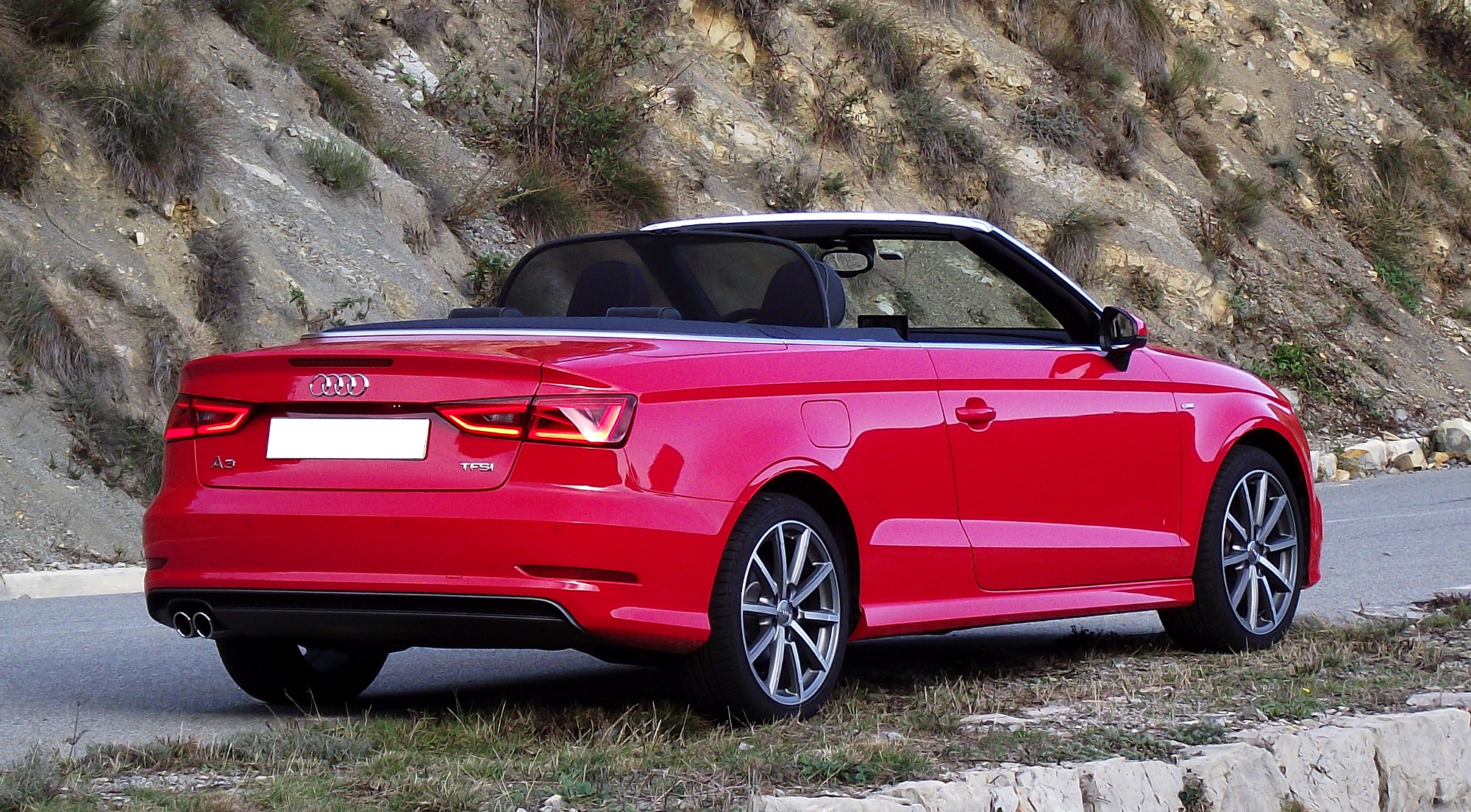
Audi A3 Cabriolet

El modelo A3 cabriolet se comenzó a ofrecer a principios de 2014. Tiene un cuerpo de tres volúmenes y una cajuela más grande que el modelo anterior (320 litros contra 260).

### S3

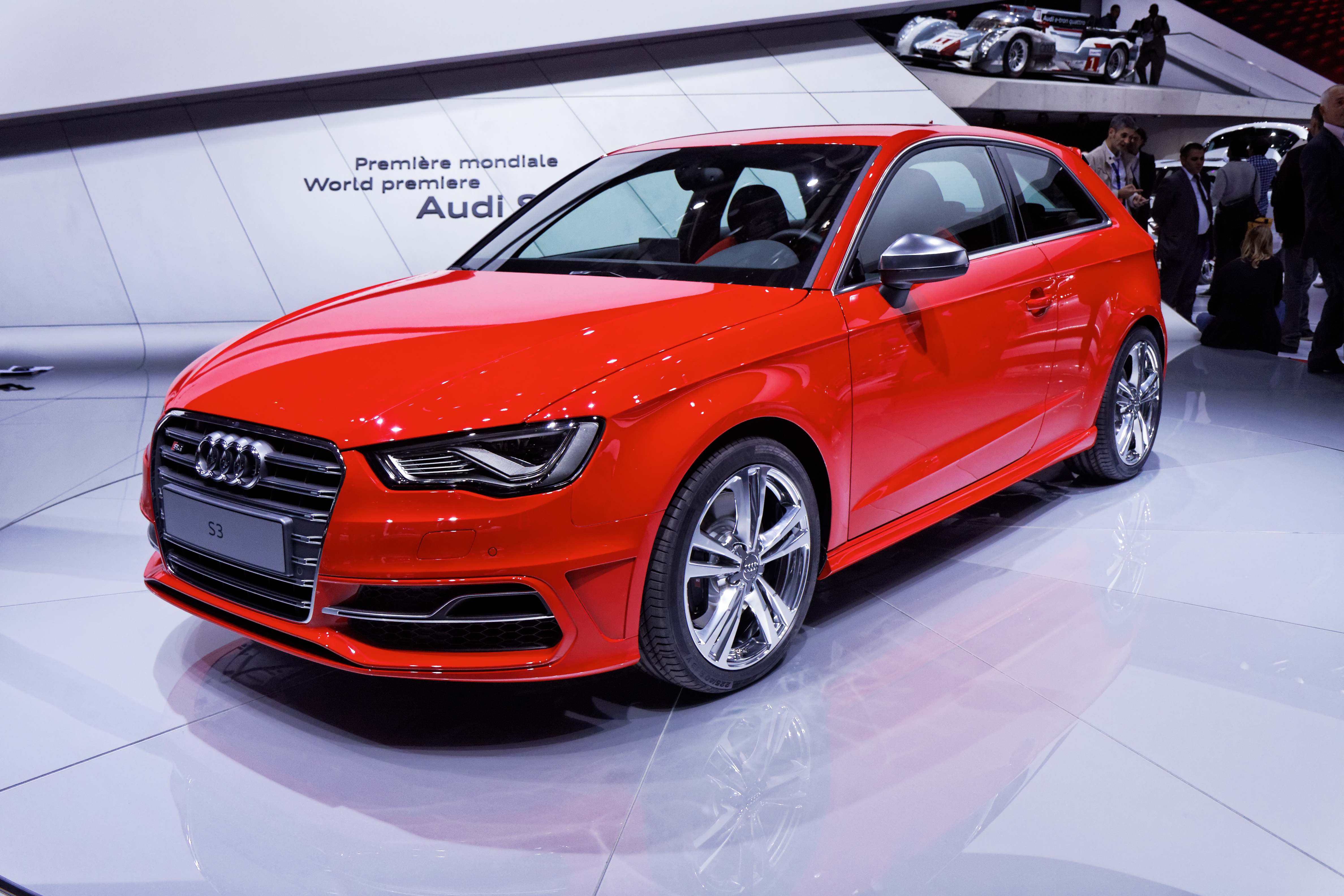
Audi S3 en su presentación

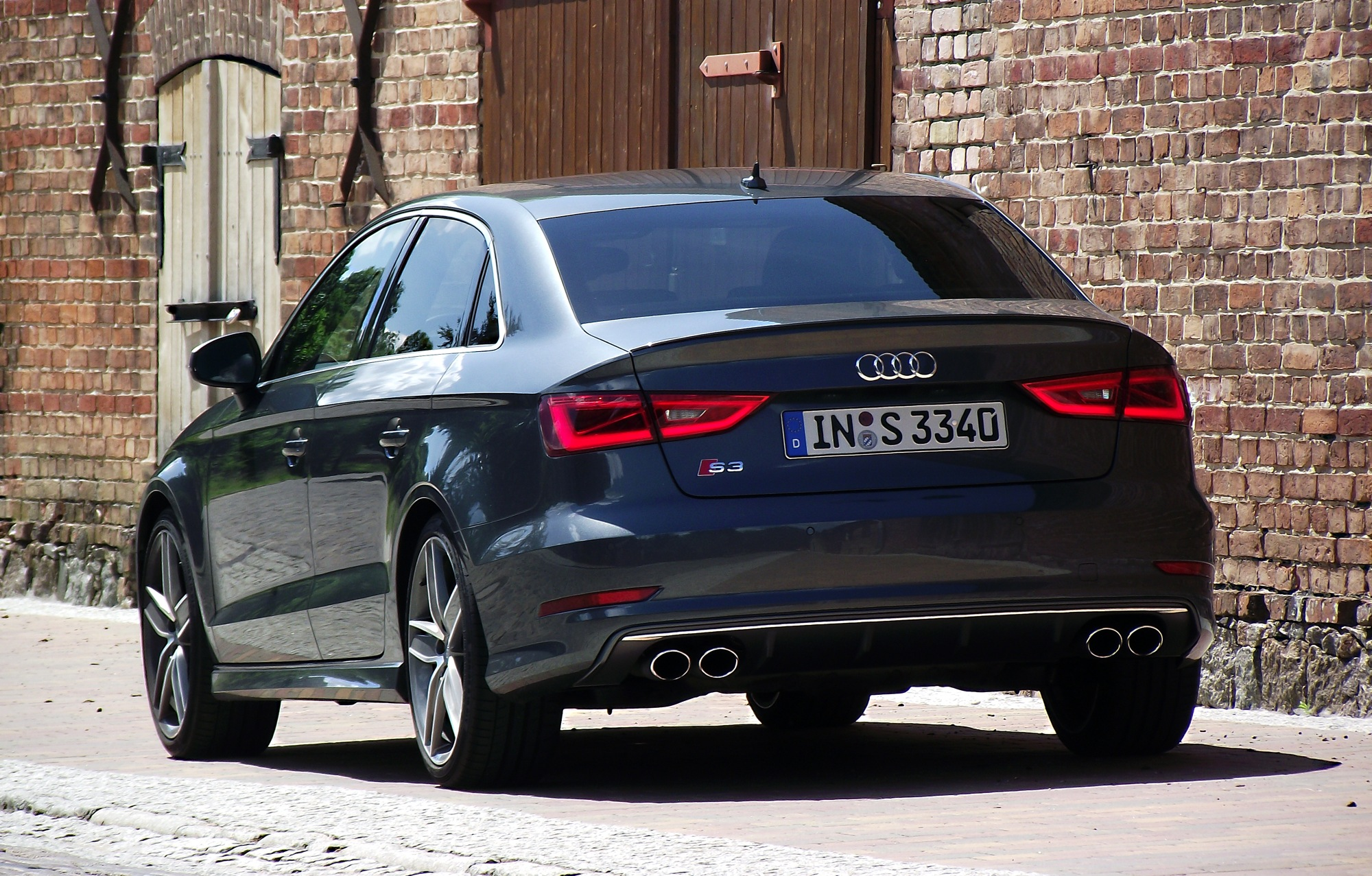
Audi S3 Sedán

En el Mondial de l'Automobile de septiembre de 2012 se presentó la tercera generación del Audi S3 basado en el A3 8V como un tres puertas. Su comercialización comenzó a principios del año 2013.
La tercera generación del Audi S3 está potenciada por un motor de cuatro cilindros en línea 2.0 L TFSI (inyección de combustible directa turbo), con una salida de 300 PS a 5500 rpm y 380 N⋅m (280 lbf⋅ft) de torque a 1800-5500 rpm, su línea roja marcada a las 6800 rpm. Presenta nuevos pistones con tuercas más fuertes y aros nuevos, así como bielas reforzadas con nuevas monturas para la transferencia de potencia al cigüeñal. La nueva culata está hecha de una nueva aleación de aluminio de bajo peso diseñada pensando en alta resistencia a fuerza y temperatura. 
El motor pesa 148 kg, 5 kg menos que la generación anterior. El S3 es capaz de alcanzar el 0-100 km/h en 4.8-5.2 segundos y tiene una velocidad limitada electrónicamente de 249 km/h.
En otoño de 2013 se llegó a ofrecer la versión sedán del S3. Las primeras entregas comenzaron a principios de 2014. Se caracteriza por tener un techo bajo y fluido que baja de una forma estilo coupé a partir del pilar C. El volumen del maletero del S3 puede contener hasta 425 litros.
A mediados de 2016 Audi comenzó la producción del rediseño del Audi S3 8V. Entre los cambios importantes de su aspecto destacan un marcado aumento de las luces traseras con direccionales dinámicas de serie así como faros delanteros angulosos. Además se hicieron cambios claros en los parachoques delanteros, traseros y en el difusor. Con él rediseño se aumentó el rendimiento del motor en comparación con el anterior de 300 a 310 PS. 

### RS 3

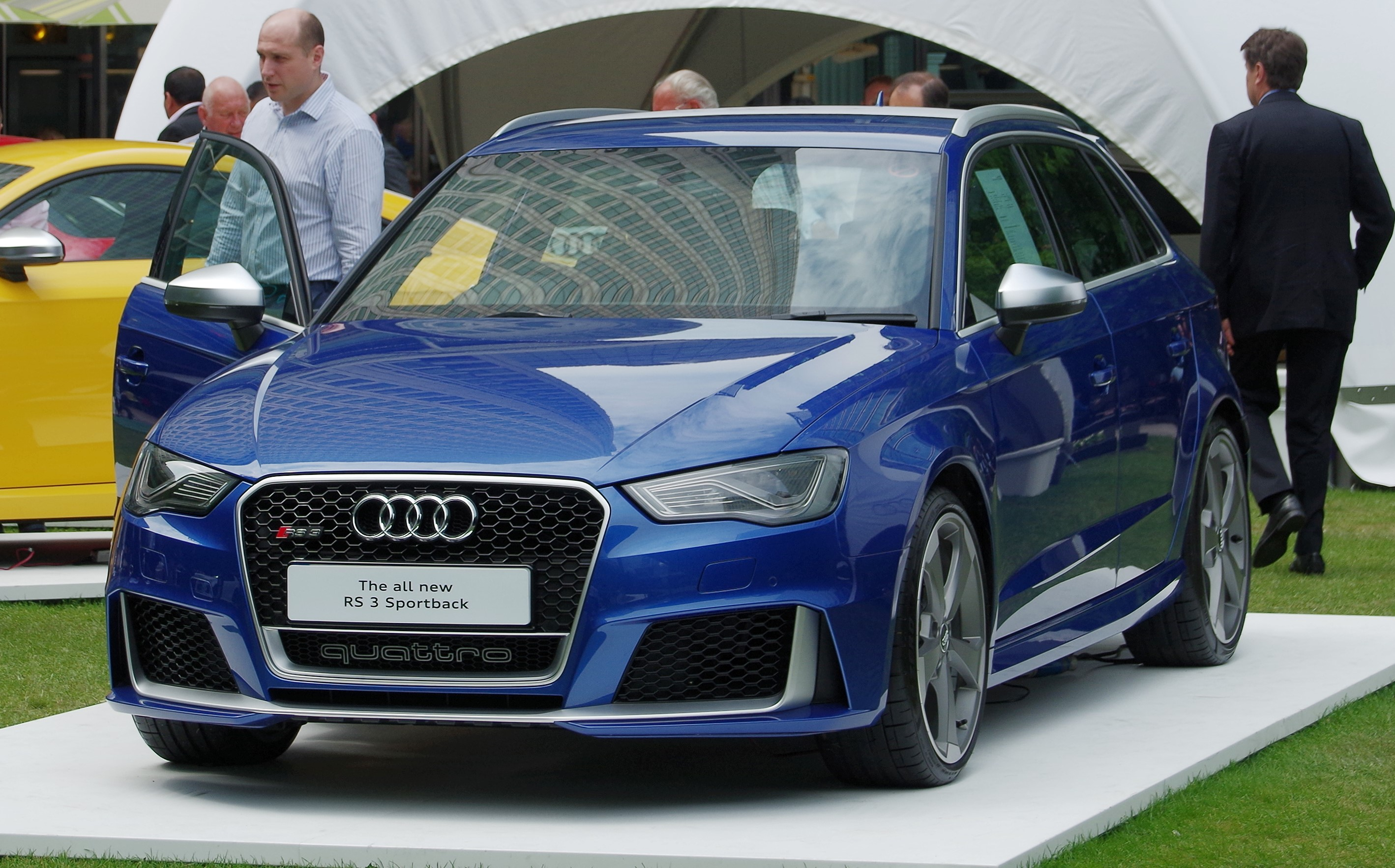
Audi RS 3 Sportback (8V) en Londres.

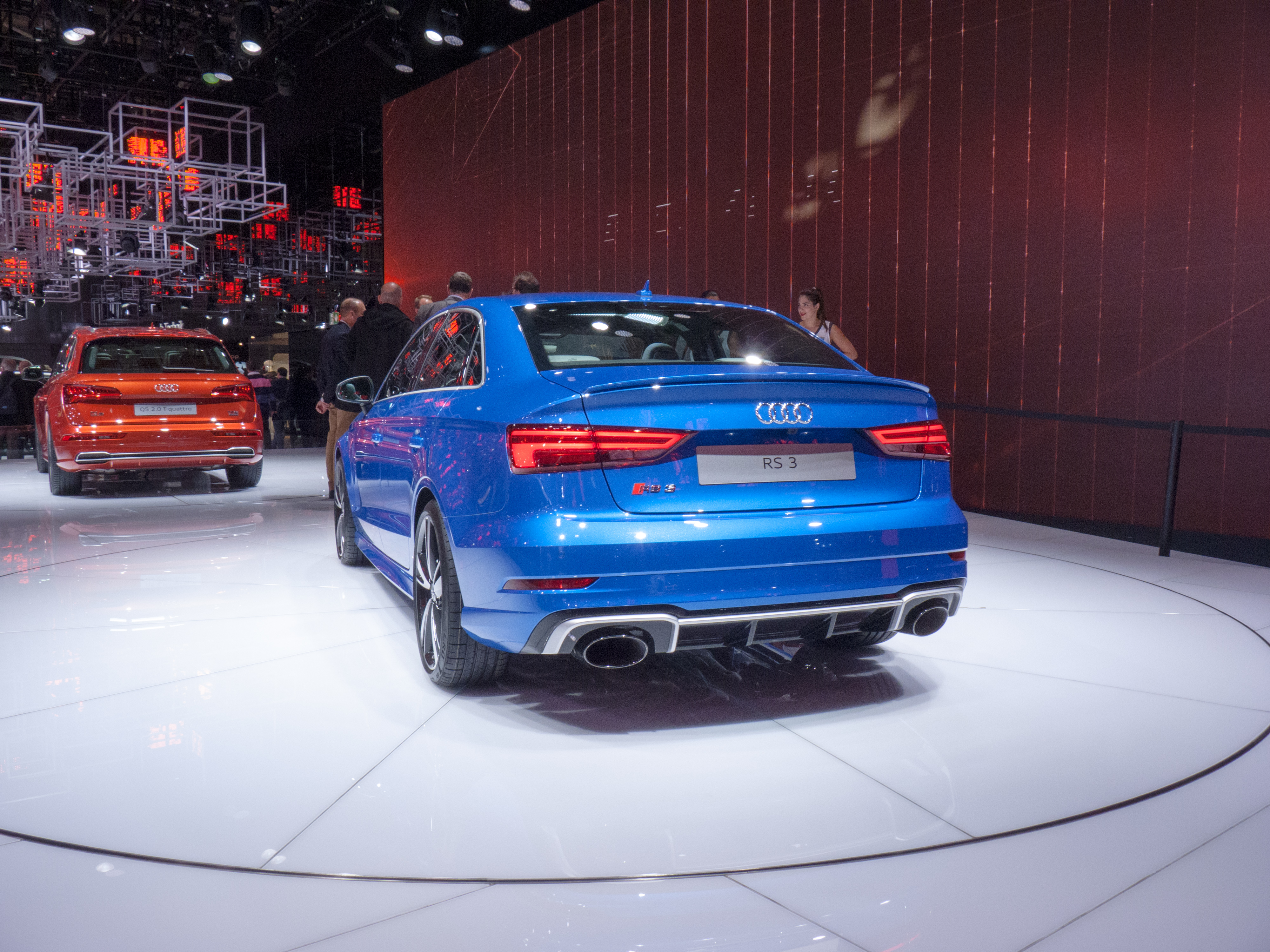
Audi RS 3 sedán (8V).

En diciembre de 2014 se revelaron los detalles del RS 3 Sportback. Salió a la venta el primer cuarto de 2015 e incluye un motor cinco cilindros en línea de 2.5 litros con 367 PS y 465 N⋅m (343 lbf⋅ft) de torque. El RS 3 Sportback tiene una transmisión S tronic de siete velocidades y un sistema de tracción integral quattro que le ayudan a conseguir un 0 a 100 km/h en 4.3 segundos. El RS 3 Sportback supera al BMW M2 y al Mercedes-Benz A45 AMG en una línea recta, gracias a la inclusión del sistema quattro de Audi. 
En el salón del automóvil de París de otoño de 2016, Audi presentó el RS3 como sedán de cuatro puertas. Llegó con el motor a gasolina 2.5 litros, que alcanza como el del TT RS una potencia máxima de 400 PS. Con ellos el sedán alcanza los 100 km/h en tan solo 4.1 segundos. En agosto de 2017 el automóvil llegó al mercado junto con el renovado Sportback.

### Rediseño de 2017

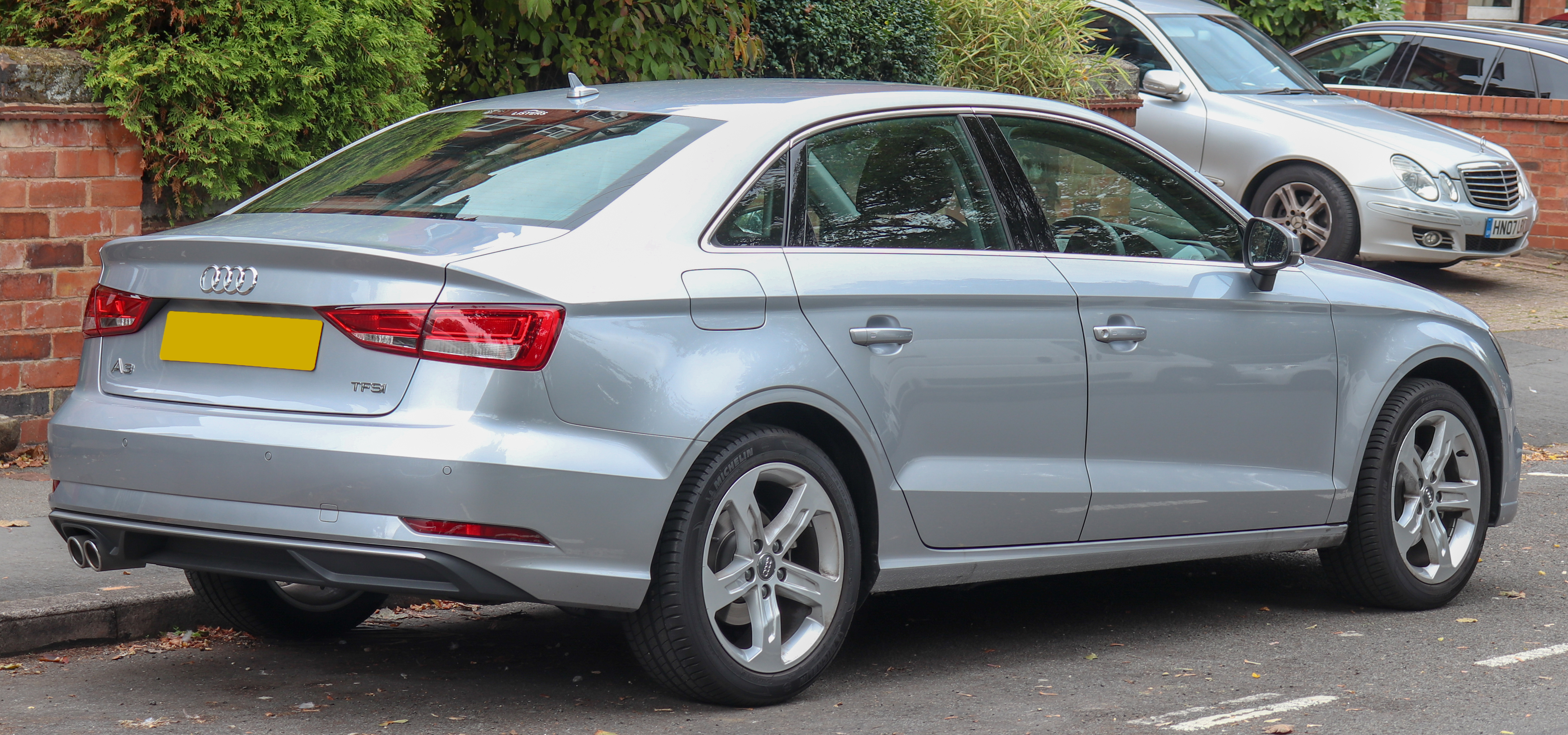
Audi A3 sedán 2018

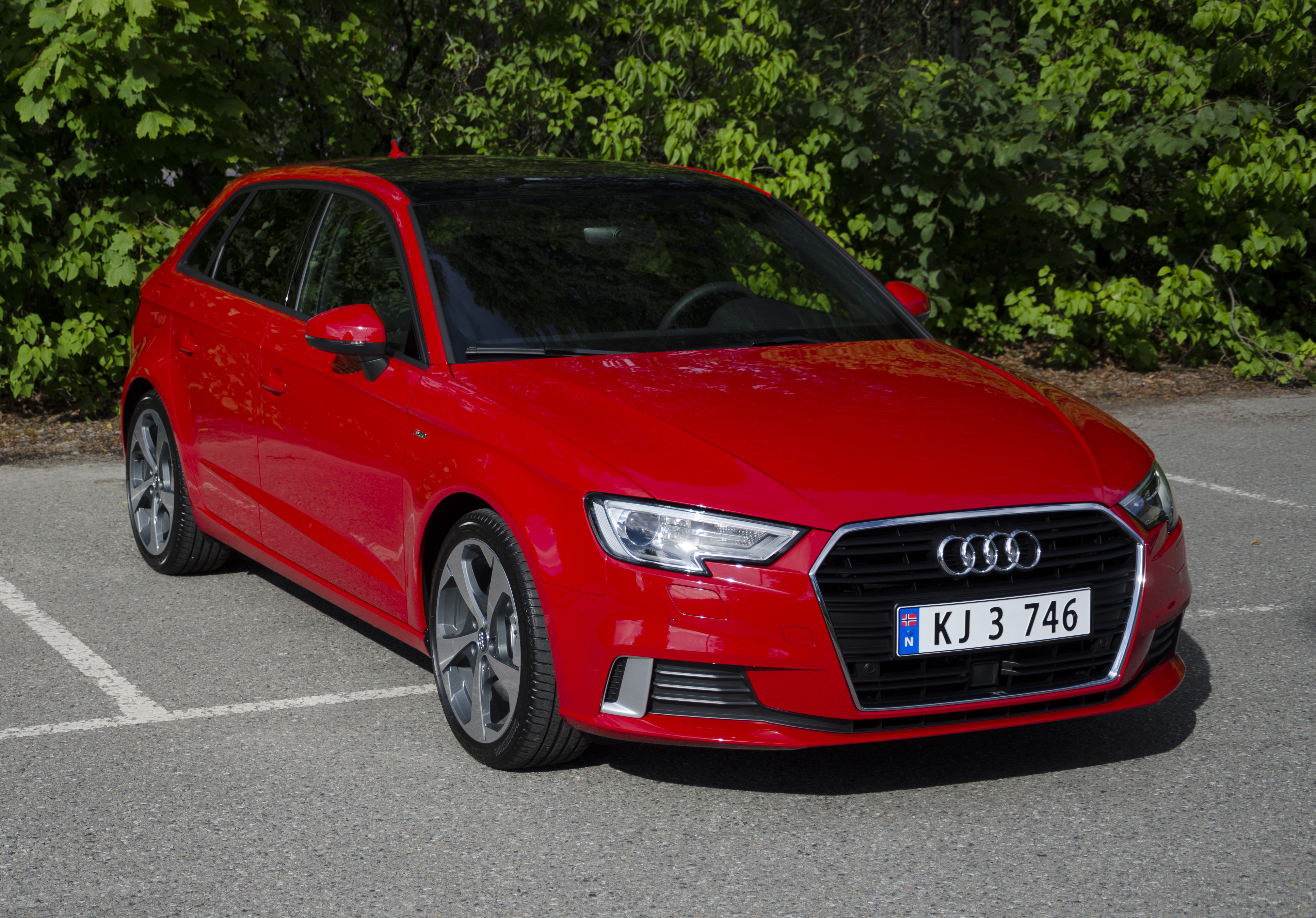
Rediseño del Audi A3 Sportback

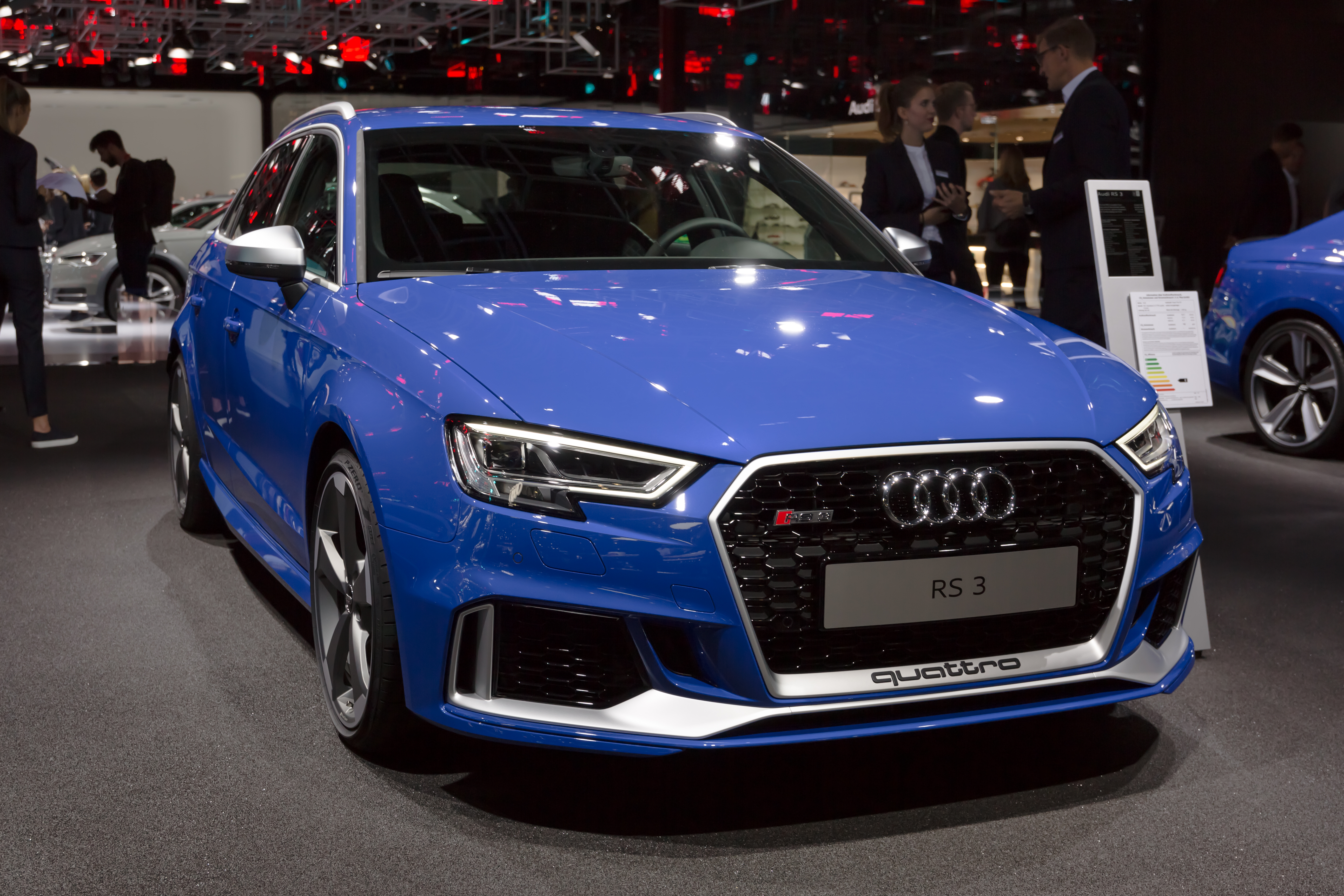
Rediseño de 2017 del Audi RS3

Después de cuatro años, la tercera generación del Audi A3 recibió un rediseño para su modelo 2017, que también coincidió con el 20 aniversario del nombre A3. El modelo rediseñado se mostró por primera vez a través de una serie de imágenes oficiales en abril de 2016. El nuevo A3 sedán recibió actualizaciones cosméticas significativas, que estaban alineadas con la nueva filosofía de diseño del fabricante. Debido a esto, el Audi A3 sedán 2017 presentó faros LED Matrix que se habían visto anteriormente en el sedán insignia A8 y el super auto R8. La parrilla frontal también recibió una renovación para hacer más similar al A3 con sus hermanos mayores. Los cambios a los lados y en la parte trasera fueron mínimos, únicamente se actualizaron las calaveras LED. Además hubo múltiples actualizaciones en los interiores, además de mejoras en materia de infoentretenimiento, conectividad y asistencia a la conducción. Se incluyó también como equipamiento opcional un cuadro de instrumentos completamente digital de 12.3 pulgadas detrás del volante.
El 31 de marzo de 2017, Audi Argentina lanzaba al mercado argentino, a un restyling del A3 Sedan, que viene con mejoras en el equipamiento, diseño y motorizaciones. Llega importado de Alemania. Se ofrece en dos motorizaciones: un 1.4 turbo de 150 cv que se acopla a una caja manual de seis velocidades o caja automática de siete velocidades, un 2.0 TFSI (que reemplaza al 1.8 anterior) de 190 cv y solo se acopla a una caja automática de siete velocidades y tracción delantera. No variaron las dimensiones. Los cambios afectan a la parrilla, las ópticas y el diseño de llantas. En el interior estrena nuevos tapizados y la posibilidad de equipar el sistema Virtual Cockpit (tablero 100% digital) en toda la gama de versiones. Garantía de tres años o 90.000 kilómetros. 
El 31 de marzo de 2017, Audi Argentina lanzaba al mercado argentino, el restyling de la carrocería Sportback. Viene con mejoras de equipamiento, diseño y motorizaciones. Llega importado de Alemania. Se ofrecía en dos motorizaciones: 1.4 turbo de 150 cv (acoplado a una caja manual de seis velocidades o caja automática de siete marchas) y un 2.0 TFSI que se acopla a una caja automática, solo tracción delantera. No variaron las dimensiones, los cambios son únicamente estéticos. En el interior, tiene nuevos tapizados y la posibilidad de equipar el sistema Virtual Cockpit en toda la gama de versiones. Garantía de tres años o 90.000 kilómetros.  

### Seguridad

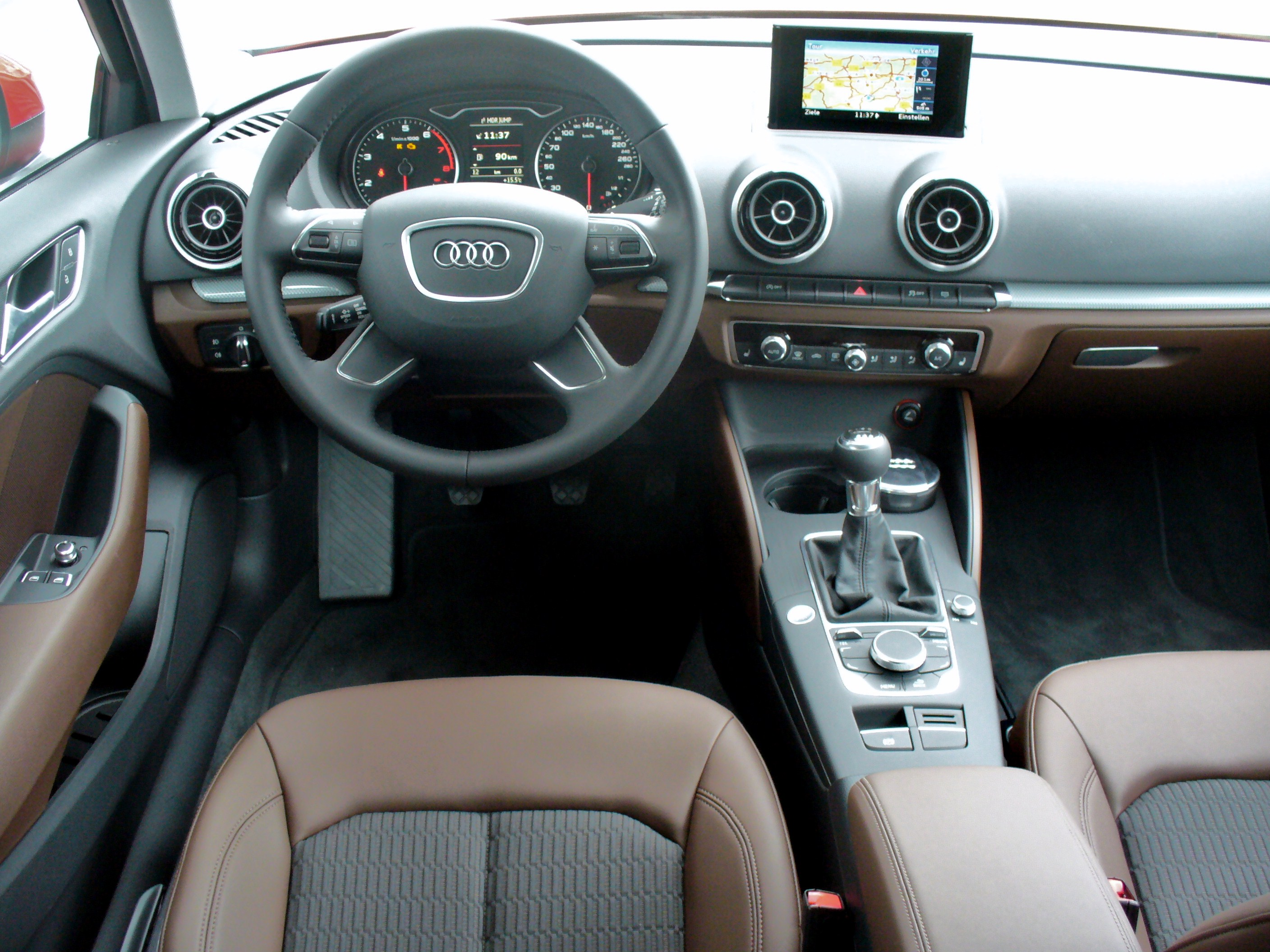
Interior

Euro NCAP probó la tercera generación del Audi A3, un hatchback tres puertas con bolsas de aire frontales, laterales, pretensores de los cinturones de seguridad y limitadores de carga como equipo estándar y se obtuvieron los siguientes resultados:
| Resultados de prueba Euro NCAP          | Resultados de prueba Euro NCAP | Resultados de prueba Euro NCAP |
| --------------------------------------- | ------------------------------ | ------------------------------ |
| Audi A3 LHD, hatchback 3-puertas (2012) |                                |                                |
| Prueba                                  | Puntuación                     | %                              |
| General:                                | 5/5 estrellas                  | 5/5 estrellas                  |
| Ocupante adulto                         | 34                             | 95%                            |
| Ocupante menor                          | 42                             | 87%                            |
| Transeúnte                              | 27                             | 74%                            |
| Asistencias de seguridad                | 6                              | 86%                            |

### Motorizaciones
| Periodo                        | 2016-presente                                     | 2013-2014                                         | 2014-2016                                         | 2016-presente                                 | 2012-2014                                         | 2013-2016                                         | 2013-2016                                         | 2014-2017                                         | 2017-presente                                               | 2012-2016                                         | 2016-presente                                 | 2013-2016                                        | 2016-presente                                    | 2015-2016                                     | 2017-presente                                 |
| Serie de motor                 | VW EA211                                          | VW EA211                                          | VW EA211                                          | VW EA211                                      | VW EA211                                          | VW EA211                                          | VW EA211                                          | VW EA211                                          | VW EA211 evo                                                | VW EA888                                          | VW EA888                                      | VW EA888                                         | VW EA888                                         | VW EA85 evo                                   | VW EA85 evo                                   |
| Identificación del motor       | CHZD                                              | CJZA                                              | CYVB                                              | CZCC                                          | CMBA, CXSA                                        | CXSB, CZCA                                        | CPTA                                              | CUKB, CZEA                                        | DADA                                                        | CJSA, CJSB                                        | CZPB                                          | CJXC                                             | CJXG, DJHA                                       | CZGB                                          | DAZA                                          |
| Tipo de motor                  | L3 12v, inyección directa, turbo, intercooler     | L4 16v, inyección directa, turbo, intercooler     | L4 16v, inyección directa, turbo, intercooler     | L4 16v, inyección directa, turbo, intercooler | L4 16v, inyección directa, turbo, intercooler     | L4 16v, inyección directa, turbo, intercooler     | L4 16v, inyección directa, turbo, intercooler     | L4 16v, inyección directa, turbo, intercooler     | L4 16v, inyección directa, ciclo Miller, turbo, intercooler | L4 16v, inyección directa, turbo, intercooler     | L4 16v, inyección directa, turbo, intercooler | L4 16v, inyección directa, turbo, intercooler    | L4 16v, inyección directa, turbo, intercooler    | L5 20v, inyección directa, turbo, intercooler | L5 20v, inyección directa, turbo, intercooler |
| Diámetro x carrera             | 74.5 mm × 76.4 mm                                 | 71.0 mm × 75.6 mm                                 | 71.0 mm × 75.6 mm                                 | 74.5 mm × 80.0 mm                             | 74.5 mm × 80.0 mm                                 | 74.5 mm × 80.0 mm                                 | 74.5 mm × 80.0 mm                                 | 74.5 mm × 80.0 mm                                 | 74.5 mm × 85.9 mm                                           | 82.5 mm × 84.1 mm                                 | 82.5 mm × 92.8 mm                             | 82.5 mm × 92.8 mm                                | 82.5 mm × 92.8 mm                                | 82.5 mm × 92.8 mm                             | 82.5 mm × 92.8 mm                             |
| Cilindrada                     | 999 cm³                                           | 1197 cm³                                          | 1197 cm³                                          | 1395 cm³                                      | 1395 cm³                                          | 1395 cm³                                          | 1395 cm³                                          | 1395 cm³                                          | 1498 cm³                                                    | 1798 cm³                                          | 1984 cm³                                      | 1984 cm³                                         | 1984 cm³                                         | 2480 cm³                                      | 2480 cm³                                      |
| Relación de compresión         | 10.5: 1                                           | 10.5: 1                                           | 10.5: 1                                           | 10.5: 1                                       | 10.5: 1                                           | 10.5: 1                                           | 10.5: 1                                           | 10.5: 1                                           | 10.5: 1                                                     | 9.6: 1                                            | 9.3: 1                                        | 9.3: 1                                           | 9.3: 1                                           | 10.0: 1                                       | 10.0: 1                                       |
| Potencia máxima: CV (kW) @ rpm | 116 CV (85 kW) @ 5000-5500                        | 105 CV (77 kW) @ 5000                             | 110 CV (81 kW) @ 4600-5600                        | 116 CV (85 kW) @ 5000-6000                    | 122 CV (90 kW) @ 5000-6000                        | 125 CV (92 kW) @ 5000-6000                        | 140 CV (103 kW) @ 5000                            | 150 CV (110 kW) @ 5000-6000                       | 150 CV (110 kW) @ 5000-6000                                 | 180 CV (132 kW) @ 5100-6200                       | 190 CV (140 kW) @ 4200                        | 300 CV (221 kW) @ 5500-6200                      | 310 CV (228 kW) @ 5500-6000                      | 367 CV (270 kW) @ 5500-6800                   | 400 CV (294 kW) @ 5850-7000                   |
| Par máximo: Nm @ rpm           | 200 Nm @ 2000                                     | 175 Nm @ 1400-4000                                | 175 Nm @ 1400-4000                                | 200 Nm @ 1400-3500                            | 200 Nm @ 1400-4000                                | 200 Nm @ 1400-4000                                | 250 Nm @ 1500-3500                                | 250 Nm @ 1500-3500                                | 250 Nm @ 1500-3500                                          | 250 Nm @ 1250-5000                                | 320 Nm @ 1800-5500                            | 380 Nm @ 1800-5500                               | 400 Nm @ 1800-5500                               | 465 Nm @ 1625-5550                            | 480 Nm @ 1700-5850                            |
| Tracción                       | Delantera                                         | Delantera                                         | Delantera                                         | Delantera                                     | Delantera                                         | Delantera                                         | Delantera                                         | Delantera                                         | Delantera                                                   | Delantera / Total (Quattro)                       | Delantera / Total (Quattro)                   | Total (Quattro)                                  | Total (Quattro)                                  | Total (Quattro)                               | Total (Quattro)                               |
| Transmisión                    | Manual, 6 velocidades / Automática, 7 velocidades | Manual, 6 velocidades / Automática, 7 velocidades | Manual, 6 velocidades / Automática, 7 velocidades | Manual, 6 velocidades                         | Manual, 6 velocidades / Automática, 7 velocidades | Manual, 6 velocidades / Automática, 7 velocidades | Manual, 6 velocidades / Automática, 7 velocidades | Manual, 6 velocidades / Automática, 7 velocidades | Manual, 6 velocidades / Automática, 7 velocidades           | Manual, 6 velocidades / Automática, 7 velocidades | Automática, 7 velocidades                     | Manual, 6 velocidades, Automática, 6 velocidades | Manual, 6 velocidades, Automática, 6 velocidades | Automática, 7 velocidades                     | Automática, 7 velocidades                     |
| Peso                           | 1225 kg                                           | 1225-1275 kg                                      | 1225-1275 kg                                      | 1240 kg                                       | 1250-1300 kg                                      | 1250-1440 kg                                      | 1270-1445 kg                                      | 1270-1445 kg                                      | 1275-1470 kg                                                | 1305-1615 kg                                      | 1370-1650                                     | 1495-1695 kg                                     | 1495-1695 kg                                     | 1595 kg                                       | 1585 kg                                       |
| Aceleración 0–100 km/h         | 9.7 s                                             | 10.5 s                                            | 9.9-10.1 s                                        | 10.6 s                                        | 9.2-9.5 s                                         | 9.1-10.2 s                                        | 8.3-9.1 s                                         | 8.1-8.9 s                                         | 8.1-8.9 s                                                   | 6.7-7.8 s                                         | 6.2-7.0 s                                     | 4.8-5.4 s                                        | 4.8-5.4 s                                        | 4.3 s                                         | 4.1 s                                         |
| Velocidad máxima               | 206 km/h                                          | 193 km/h                                          | 198 km/h                                          | 203 km/h                                      | 203 km/h                                          | 206-212 km/h                                      | 213-219 km/h                                      | 220-224 km/h                                      | 220-224 km/h                                                | 228-242 km/h                                      | 250 km/h (Limitada electrónicamente)          | 250 km/h (Limitada electrónicamente)             | 250 km/h (Limitada electrónicamente)             | 250 km/h (Limitada electrónicamente)          | 250 km/h (Limitada electrónicamente)          |
| Consumo combinado (L/100 km)   | 4.7                                               | 4.9-5.0                                           | 4.8-4.9                                           | 5.3                                           | 4.9-5.3                                           | 4.9-5.3                                           | 4.7-5.0                                           | 4.7-4.9                                           | 4.8-5.4                                                     | 5.6-6.6                                           | 6.5-7.1                                       | 6.9-7.1                                          | 6.9-7.1                                          | 8.1                                           | 8.6                                           |
| Norma anticontaminación        | Euro 6                                            | Euro 5                                            | Euro 6                                            | Euro 6                                        | Euro 5                                            | Euro 6                                            | Euro 6                                            | Euro 6                                            | Euro 6                                                      | Euro 5-6                                          | Euro 6                                        | Euro 6                                           | Euro 6                                           | Euro 6                                        | Euro 6                                        |

| Periodo                        | 2012-2014                                                                               | 2014-2017                                                                               | 2017-presente                                                                           | 2013-2015                                                                               | 2012-2014                                                                               | 2013-presente                                                                           | 2013-presente                                                                           |          |
| Serie de motor                 | VW EA288                                                                                | VW EA288                                                                                | VW EA288                                                                                | VW EA288                                                                                | VW EA288                                                                                | VW EA288                                                                                | VW EA288                                                                                | VW EA288 |
| Identificación del motor       | CLHA                                                                                    | DBKA                                                                                    | DDYA                                                                                    | CRKB, CXXB                                                                              | CRBC, CRLB                                                                              | DBGA, DEJA                                                                              | CUPA, CUNA                                                                              |          |
| Tipo de motor                  | L4 16v, inyección directa, common-rail, turbo, intercooler, DPF (filtro antipartículas) | L4 16v, inyección directa, common-rail, turbo, intercooler, DPF (filtro antipartículas) | L4 16v, inyección directa, common-rail, turbo, intercooler, DPF (filtro antipartículas) | L4 16v, inyección directa, common-rail, turbo, intercooler, DPF (filtro antipartículas) | L4 16v, inyección directa, common-rail, turbo, intercooler, DPF (filtro antipartículas) | L4 16v, inyección directa, common-rail, turbo, intercooler, DPF (filtro antipartículas) | L4 16v, inyección directa, common-rail, turbo, intercooler, DPF (filtro antipartículas) |          |
| Diámetro x carrera             | 79.5 mm × 80.5 mm                                                                       | 79.5 mm × 80.5 mm                                                                       | 79.5 mm × 80.5 mm                                                                       | 79.5 mm × 80.5 mm                                                                       | 81.0 mm × 95.5 mm                                                                       | 81.0 mm × 95.5 mm                                                                       | 81.0 mm × 95.5 mm                                                                       |          |
| Cilindrada                     | 1598 cm³                                                                                | 1598 cm³                                                                                | 1598 cm³                                                                                | 1598 cm³                                                                                | 1968 cm³                                                                                | 1968 cm³                                                                                | 1968 cm³                                                                                |          |
| Relación de compresión         | 16.5: 1                                                                                 | 16.2: 1                                                                                 | 16.2: 1                                                                                 | 16.2: 1                                                                                 | 16.2: 1                                                                                 | 16.2: 1                                                                                 | 15.8: 1                                                                                 |          |
| Potencia máxima: CV (kW) @ rpm | 105 CV (77 kW) @ 3000-4000                                                              | 110 CV (81 kW) @ 3200-4000                                                              | 116 CV (85 kW) @ 3250-4000                                                              | 110 CV (81 kW) @ 3200-4000                                                              | 150 CV (110 kW) @ 3500-4000                                                             | 150 CV (110 kW) @ 3500-4000                                                             | 184 CV (135 kW) @ 3500-4000                                                             |          |
| Par máximo: Nm @ rpm           | 250 Nm @ 1500-2750                                                                      | 250 Nm @ 1500-3000                                                                      | 250 Nm @ 1500-3200                                                                      | 250 Nm @ 1500-3000                                                                      | 320 Nm @ 1750-3000                                                                      | 340 Nm @ 1750-3000                                                                      | 380 Nm @ 1750-3500                                                                      |          |
| Tracción                       | Delantera                                                                               | Delantera                                                                               | Delantera                                                                               | Delantera                                                                               | Delantera / Total (Quattro)                                                             | Delantera / Total (Quattro)                                                             | Delantera / Total (Quattro)                                                             |          |
| Transmisión                    | Manual, 6 velocidades / Automática, 7 velocidades                                       | Manual, 6 velocidades / Automática, 7 velocidades                                       | Manual, 6 velocidades / Automática, 7 velocidades                                       | Manual, 6 velocidades                                                                   | Manual, 6 velocidades / Automática, 6 velocidades                                       | Manual, 6 velocidades / Automática, 6 velocidades                                       | Manual, 6 velocidades / Automática, 6 velocidades                                       |          |
| Peso                           | 1305-1365 kg                                                                            | 1305-1496 kg                                                                            | 1305-1370 kg                                                                            | 1280-1330 kg                                                                            | 1355-1475 kg                                                                            | 1350-1615 kg                                                                            | 1365-1665 kg                                                                            |          |
| Aceleración 0–100 km/h         | 10.7-10.9 s                                                                             | 10.5-11.4 s                                                                             | 10.2-10.4 s                                                                             | 10.5-10.7 s                                                                             | 8.3-8.7 s                                                                               | 8.2-8.9 s                                                                               | 6.8-7.9 s                                                                               |          |
| Velocidad máxima               | 195-198 km/h                                                                            | 200-203 km/h                                                                            | 202-205 km/h                                                                            | 200-203 km/h                                                                            | 213-220 km/h                                                                            | 213-224 km/h                                                                            | 230-241 km/h                                                                            |          |
| Consumo combinado (L/100 km)   | 3.8-3.9                                                                                 | 3.8-3.9                                                                                 | 3.8-3.9                                                                                 | 3.2-3.3                                                                                 | 4.1-4.7                                                                                 | 4.0-4.8                                                                                 | 4.1-4.9                                                                                 |          |
| Norma anticontaminación        | Euro 5                                                                                  | Euro 6                                                                                  | Euro 6                                                                                  | Euro 6                                                                                  | Euro 5                                                                                  | Euro 6                                                                                  | Euro 6                                                                                  |          |

## Cuarta generación (8Y)
Originalmente el Audi A3 de cuarta generación se presentaría en el 90.º Salón del Automóvil de Ginebra en marzo de 2020, pero se canceló debido a la epidemia de coronavirus COVID-19. Finalmente se realizó una presentación en línea desde Ingolstadt el 3 de marzo de 2020 a las 9:50 a. m. (CET) en Audi MediaTV. El 21 de abril de 2020 se presentó la versión sedán del vehículo.
El estilo interior y exterior está fuertemente inspirado en Lamborghini, faros y luces traseras en LED, con la opción de faros LED Matrix. Comparte la plataforma MQB con otos modelos de Audi, y con el Volkswagen Golf VIII, el SEAT León IV y el Škoda Octavia Mk4. Es la primera generación de Audi A3 en no ofrecer variante hatchback de 3 puertas.

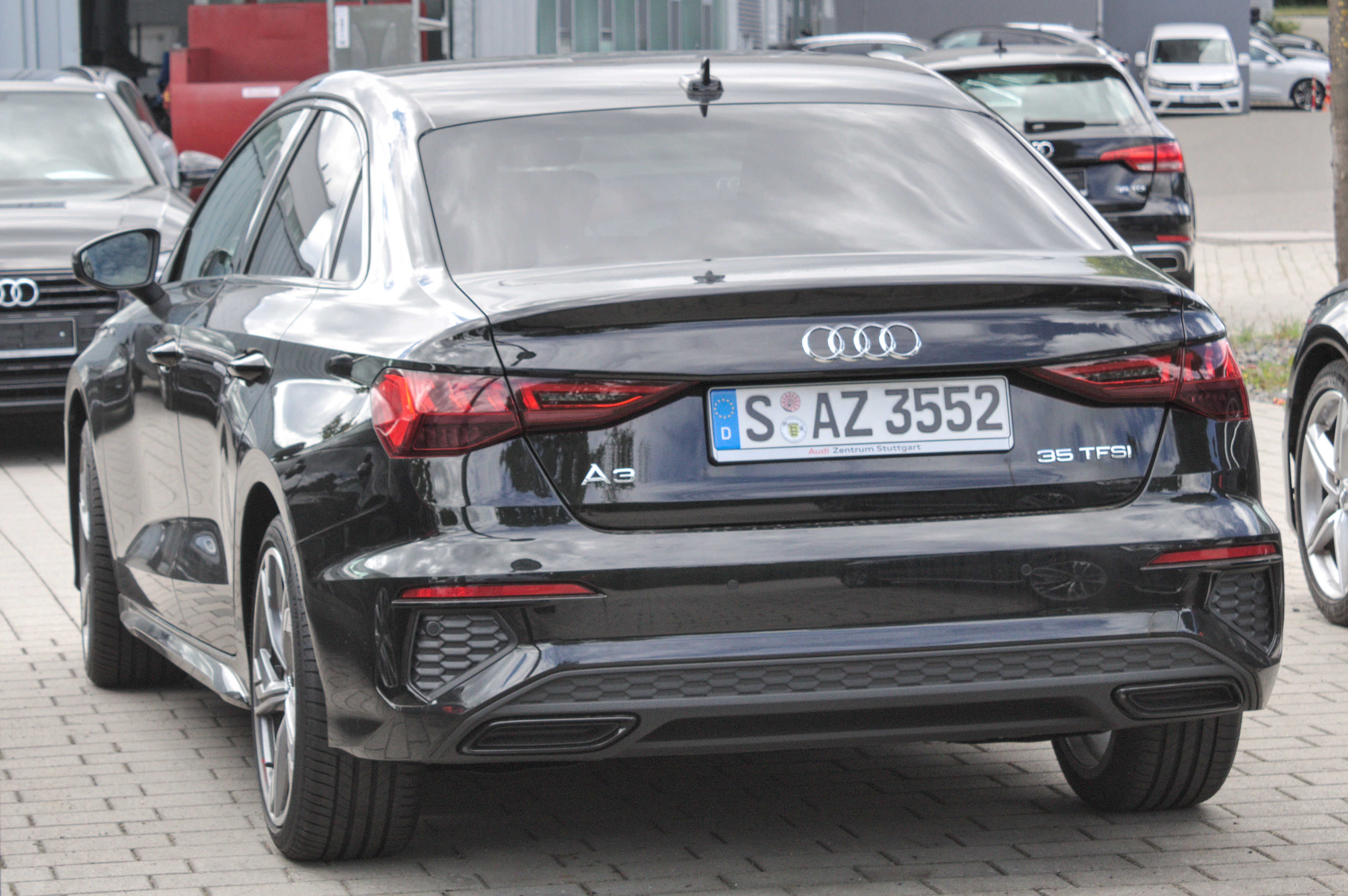
Audi A3 sedán

Es 3 centímetros más largo y ancho si se compara con el modelo saliente, pero mantiene la misma batalla, el espacio de carga trasero es de 380 litros con los asientos arriba, y 1200 litros con los asientos abatidos. Tiene un coeficiente de arrastre de 0.28 y está potenciado por un motor turbocargado a gasolina de 1.5 litros con 150 hp, un 3 cilindros 1.0 litros con 110 hp, un 2.0 litros TDI con 116 hp o 150 hp. Se acoplan a una transmisión manual de seis velocidades, automática doble embrague de siete velocidades o una eléctrica S-Tronic.
También tiene el nuevo sistema de infotenimiento MMI, con un clóster de instrumentos digital de 10.25 o de 12.3 pulgadas, y una pantalla secundaria de 10.1 pulgadas.
El nuevo A3 sedán se reveló el 21 de abril de 2020, cuenta con una fascia frontal similar a la del A3 Sportback. Comparado con su predecesor, el nuevo A3 sedán es 4 cm más largo (4.50 metros), 2 cm más ancho (1.82 metros) y 1 cm más alto (1.43 metros). Sin embargo, la batalla permanece sin cambios.
No se espera que esta generación del A3 sedán llegue a Norteamérica sino hasta finales de 2021 como modelo 2022. Norteamérica no recibirá el Sportback e-tron como antes.
El 19 de junio de 2023, Audi Argentina lanzaba al mercado argentino, la segunda generación del A3 Sedan. Reemplaza al A3 Sedan de primera generación y llega importado de Alemania. Hay dos motorizaciones disponibles: un 1.4 turbo de 150 cv y 250 Nm, y otro 2.0 de 190 cv y 320 Nm. Las dos versiones se acoplan a una caja automática Tiptronic de seis velocidades, tracción delantera. Sin dudas, son los A3 Sedan más lindos que se fabricaron en la historia. Las versiones 35 TFSi vienen de serie con llantas de 17 pulgadas, mientras que las 40 TFSi calzan ruedas de 18". Además, las versiones 40 TFSi vienen de serie con el paquete deportivo S-Line Style. Además, los 40 TFSi agregan techo corredizo, luces 100% de leds y tapizado en cuero. Garantía de tres años o 100.000 kilómetros. 
El 16 de junio de 2023, Audi Argentina lanzaba al mercado argentino a la cuarta generación del A3 Sportback. Reemplaza al A3 Sportback de tercera generación y llega importado de Alemania. Se ofrece en dos motorizaciones: 1.4 turbo de 150 cv y 250 Nm, y un 2.0 TFSI de 190 cv y 320 Nm. Las dos versiones se acoplan a una caja automática Tiptronic de seis velocidades y tracción delantera. Las versiones 35 TFSI vienen de serie con llantas de 17 pulgadas, mientras que las 40 TFSI calzan llantas de 18 pulgadas. También, las versiones 40 TFSI vienen de serie con el paquete deportivo S-Line Style. Los 40 TFSI agregan techo corredizo, luces 100% LED y tapizado en cuero. Garantía de tres años o 100.000 kilómetros.  

### S3 8Y

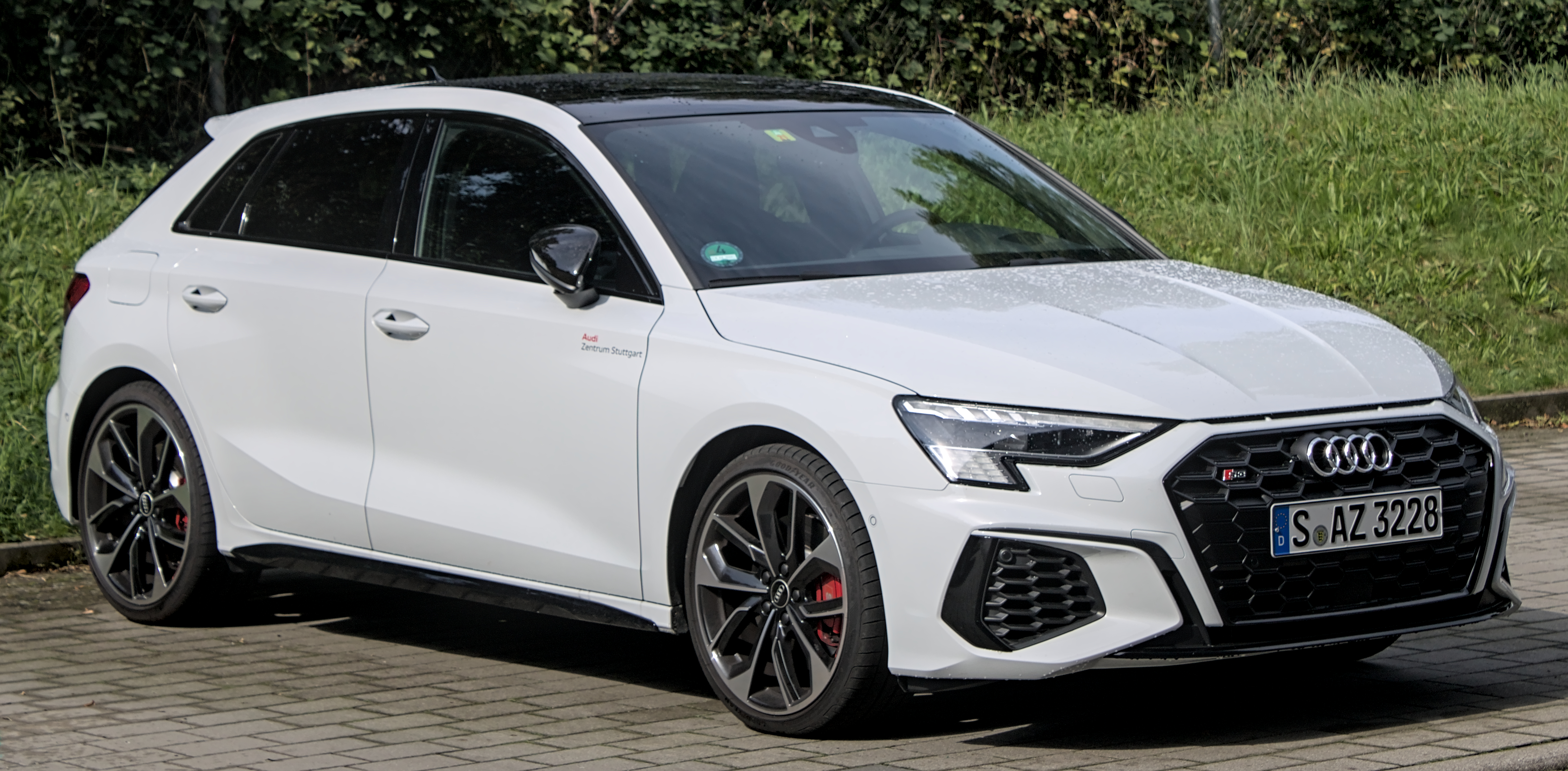
Audi S3 Sportback (8Y)

El modelo S3 incluye un motor 2.0 L a gasolina actualizado y con mejoras en el sistema de tracción integral quattro. El motor ajustado ahora entrega una potencia de 310 cv y 400 Nm de par, acoplado a una transmisión automática de doble embrague de siete cambios. El chasis fue rebajado 15 mm para bajar el centro de gravedad.
Así como la generación anterior, la cuarta generación del Audi S3 estará disponible tanto en carrocería Sportback de cinco puertas, como en sedán de cuatro. Se empezará a entregar en octubre de 2020 en Europa y hasta 2021 en el continente americano.